# Tarbosaurus bataar
Tarbosaurus (il cui nome significa "lucertola allarmante") è un genere estinto di dinosauro teropode tirannosauride vissuto nel Cretaceo superiore, circa 70 milioni di anni fa, in quella che è oggi la Mongolia, mentre alcuni resti frammentari sono stati ritrovati anche in Cina. È stato uno dei più grandi carnivori teropodi noti, tra i tirannosauridi secondo in massa e peso al solo Tyrannosaurus rex, in Asia il teropode predatore più grande che sia mai esistito (superando giganti come il Chilantaisaurus e lo Zhuchengtyrannus), nonché il più grosso tra i predatori terrestri del continente asiatico.
Anche se nel tempo sono state proposte numerose specie, oggi i paleontologi ne riconoscono solo una, T. bataar, come specie valida. Alcuni esperti credono che Tarbosaurus sia in realtà una specie asiatica del ben noto tirannosauride nordamericano Tyrannosaurus; questo renderebbe il genere Tarbosaurus un sinonimo di Tyrannosaurus. Visto che tale ipotesi non è ancora stata accertata, oggi Tarbosaurus e Tyrannosaurus sono considerati strettamente correlati tra loro condividendo molte caratteristiche peculiari. Anche i generi Alioramus e Raptorex, anch'essi della Mongolia, sono considerati da alcuni come sinonimo junior di Tarbosaurus, o comunque i suoi parenti più prossimi.
Come tutti i tirannosauridi, il Tarbosaurus era un grande predatore bipede, che poteva raggiungere un peso massimo di ben 5-7 tonnellate e dotato di una testa enorme armata di una sessantina di denti. La mandibola non poteva muoversi lateralmente e poteva solo essere aperta e chiusa in movimento verticale. Come tutti i suoi parenti anche il Tarbosaurus possedeva braccia sproporzionatamente piccole in confronto al corpo e dotate di sole due dita.
L'habitat in cui viveva il Tarbosaurus era costituito da una pianura alluvionale attraversata da canali fluviali. In questo ambiente, il Tarbosaurus era predatore dominante al vertice della catena alimentare, predando anche altri grandi animali come l'hadrosauride Saurolophus e il sauropode Nemegtosaurus. Il Tarbosaurus è anche uno dei dinosauri meglio conosciuti grazie ad una serie di ritrovamenti di crani e scheletri completi di esemplari adulti e giovani, che hanno permesso ai paleontologi di studiare la sua filogenesi, la meccanica del cranio, la struttura del cervello e l'ontogenesi.

## Descrizione

Confronto tra le dimensioni di vari esemplari che rappresentano vari stadi di crescita

Anche se leggermente più piccolo di Tyrannosaurus, il Tarbosaurus era uno dei più grandi tirannosauridi noti. Gli individui più grandi conosciuti avevano dimensioni comprese tra i 10,5-12,5 metri di lunghezza. La massa di un individuo completamente sviluppato è paragonabile o leggermente inferiore a quella di un Tyrannosaurus, con un peso di circa 5-7 tonnellate.
Il più grande cranio di Tarbosaurus rinvenuto è lungo oltre 1,30 metri, cioè più grande di qualunque altro dinosauro carnivoro al di fuori del Tyrannosaurus. Il cranio era alto come quello di Tyrannosaurus, ma non così largo, in particolare verso la parte posteriore. La non espansione della parte posteriore implica che gli occhi dell'animale non erano rivolti direttamente in avanti, inibendo così la visione binoculare che invece era presente nel Tyrannosaurus. Le grandi fenestrae (aperture) nel cranio ne riducevano il peso. Nelle mascelle del Tarbosaurus erano allineati tra i 58 e i 64 denti, un numero leggermente superiore rispetto al Tyrannosaurus, ma inferiore rispetto a tirannosauridi più piccoli come Gorgosaurus e Alioramus. La maggior parte dei denti avevano una sezione ovale, anche se verso la punta della premascella superiore avevano una sezione trasversale a forma di D. Questa eterodonzia è caratteristica della famiglia. I denti più lunghi erano quelli mascellari superiori, con corone lunghe fino a 85 millimetri. Nella mandibola, una cresta sulla superficie esterna dell'osso angolare era articolata con la parte posteriore dell'osso dentario, creando un meccanismo di bloccaggio presente solo nel Tarbosaurus e nell'Alioramus. Gli altri tirannosauridi mancavano di questo meccanismo e così questi aveva una maggiore flessibilità nella mandibola inferiore.
I tirannosauridi variavano ben poco nella morfologia del corpo, e Tarbosaurus non fa eccezione. La testa era supportata da un collo grande e muscoloso dalla forma ad S, mentre il resto della colonna vertebrale, compresa la lunga coda, era tenuta orizzontale. Gli arti anteriori del Tarbosaurus, erano tra i piccoli dell'intera famiglia in proporzione alle dimensioni del corpo. Le zampe avevano solo due dita ciascuna fornite di due artigli, più un terzo metacarpo senza artiglio, in modo simile a quello dei generi strettamente correlati. Holtz ha suggerito che Tarbosaurus avesse una riduzione delle falangi delle dita IV-I, in modo "più accentuato" che in altri tirannosauridi, poiché il secondo metacarpo nei campioni di Tarbosaurus ha una lunghezza meno del doppio del primo metacarpo (negli altri tirannosauridi il secondo metacarpo è circa il doppio della lunghezza del primo metacarpo). Inoltre, il terzo metacarpo di Tarbosaurus è proporzionalmente più corto che negli altri tirannosauridi; in altri tirannosauridi (come Albertosaurus e Daspletosaurus), il terzo metacarpo è spesso più lungo del primo metacarpo, mentre nel campione di Tarbosaurus studiato da Holtz il terzo metacarpo è più corto del primo.
A differenza degli arti anteriori, le tre dita degli arti posteriori erano lunghe e spesse, in grado di sostenere il corpo in una postura bipede. La lunga coda pesante e rigida, forniva un contrappeso alla testa e al torso, posizionando il baricentro sui fianchi.

## Classificazione

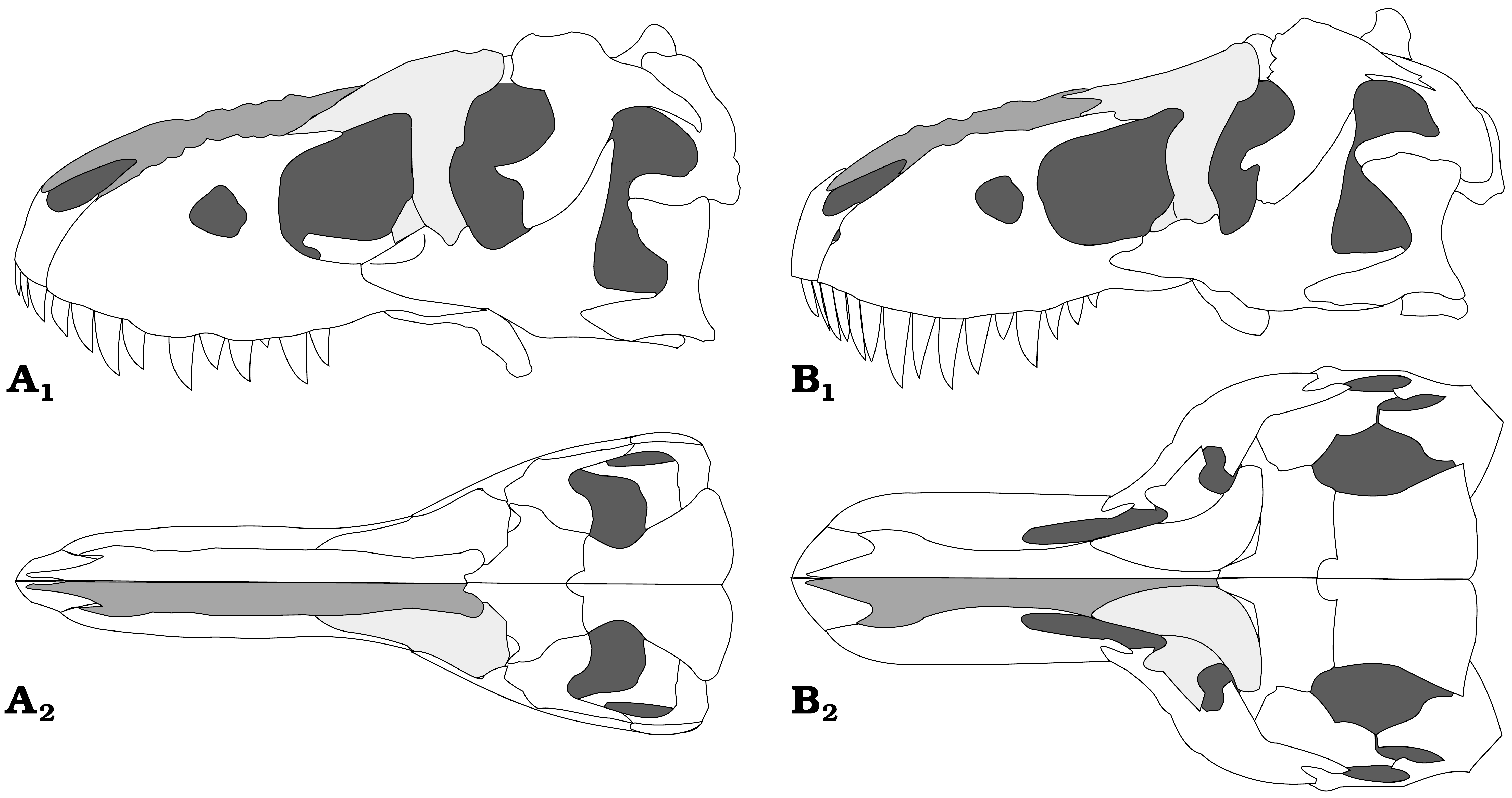
Illustrazione delle principali differenze tra il cranio di Tarbosaurus (A) e quello di Tyrannosaurus (B)

Il Tarbosaurus è classificato come un teropode della sottofamiglia dei Tyrannosaurinae, all'interno della famiglia Tyrannosauridae. Altri membri includono il ben noto Tyrannosaurus e il più piccolo Daspletosaurus, entrambi del Nord America, e eventualmente, il genere mongolo Alioramus. Gli animali di questa sottofamiglia sono più strettamente legati a Tyrannosaurus rispetto ad Albertosaurus e sono caratterizzati da crani robusti e alti e in proporzione hanno femori più lunghi rispetto all'altra sottofamiglia, degli albertosaurinae.
Originariamente il Tarbosaurus bataar era stato descritto come una specie del genere Tyrannosaurus, una ipotesi che è stata sostenuta da alcuni studi più recenti. Altri esperti preferiscono mantenere i due generi separati, pur riconoscendoli come sister taxa. Un'analisi cladistica del 2003 basata sulle caratteristiche del cranio, indicò invece il genere Alioramus come il parente più prossimo al Tarbosaurus, in quanto i due generi hanno un cranio che mostra caratteristiche nella distribuzione dello stress che non si trovano in altri tirannosaurini. Se dimostrata, questa relazione sarebbe in contrasto con la presunta sinonimia tra Tarbosaurus e Tyrannosaurus e suggerirebbe che in Asia e in America del Nord si svilupparono due linee evolutive diverse. I due esemplari noti di Alioramus, che mostrano caratteristiche giovanili, non possono rappresentare dei giovani Tarbosaurus a causa del loro elevato numero di denti (da 76 a 78 denti) e della fila unica di dossi ossei lungo la parte superiore del muso.
La scoperta di Lythronax, un tirannosauride primitivo nordamericano mostra una stretta correlazione tra Tyrannosaurus e Tarbosaurus; si è scoperto così che Lythronax è un sister taxon di un clado composto dal genere campaniano Zhuchengtyrannus e dai generi maastrichtiani Tyrannosaurus e Tarbosaurus. Ulteriori studi su Lythronax suggeriscono anche che i tirannosauroidi asiatici erano parte di una radiazione evolutiva.

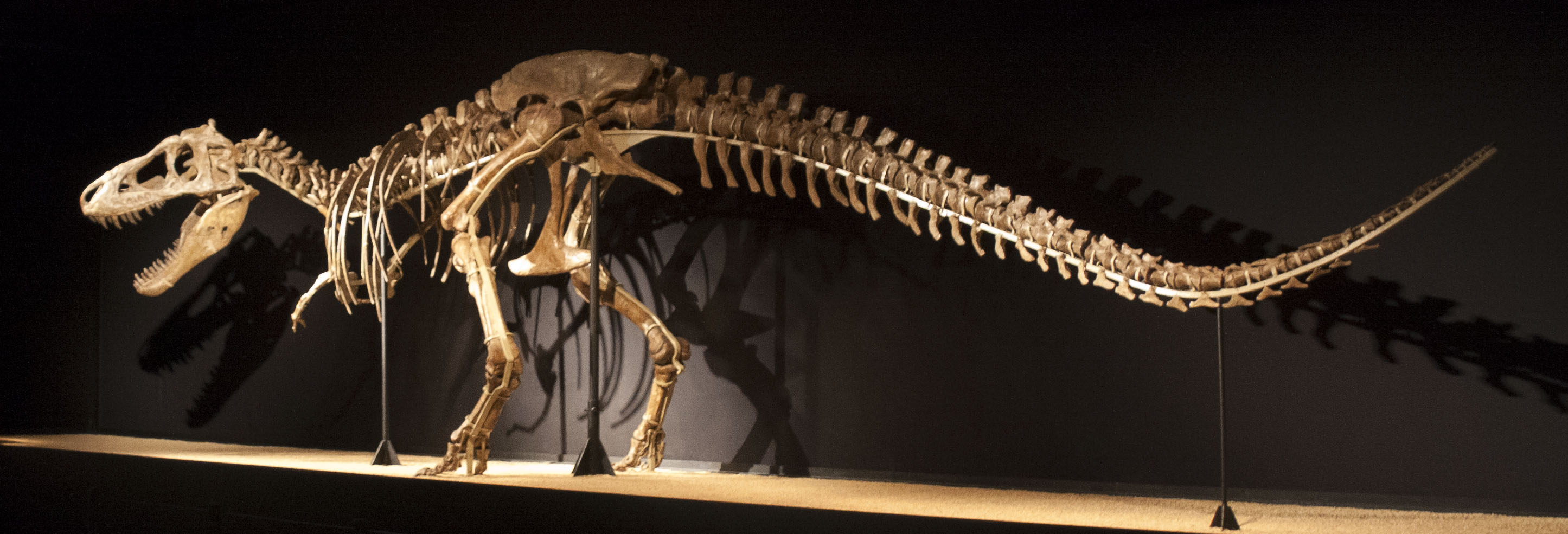
Scheletro completo di un esemplare adulto di T. bataar

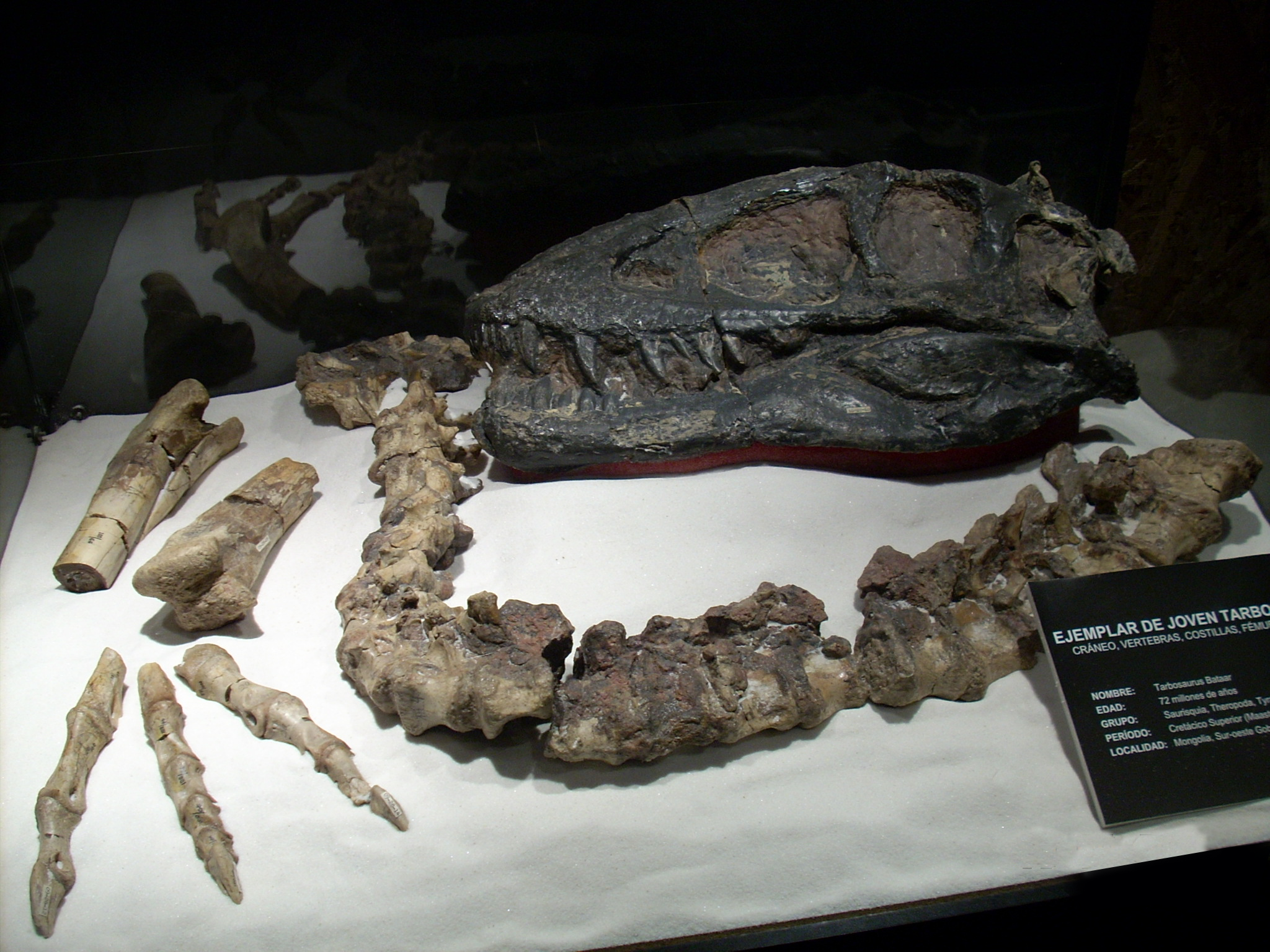
Materiale fossile di un esemplare giovane di T. bataar

Di seguito è riportato un cladogramma pubblicato nel 2013 da Loewen et al.
|  | Gorgosaurus libratus      |
|  |                           |
|  | Albertosaurus sarcophagus |
|  |                           |

|  | Tyrannosaurus rex                                                              |
|  |                                                                                |
|  | \| \| Tarbosaurus bataar \| \| \| \| \| \| Zhuchengtyrannus magnus \| \| \| \| |
|  |                                                                                |
|  | Tarbosaurus bataar                                                             |
|  |                                                                                |
|  | Zhuchengtyrannus magnus                                                        |
|  |                                                                                |

|  | Tarbosaurus bataar      |
|  |                         |
|  | Zhuchengtyrannus magnus |
|  |                         |

|  | Tyrannosaurus rex                                                              |
|  |                                                                                |
|  | \| \| Tarbosaurus bataar \| \| \| \| \| \| Zhuchengtyrannus magnus \| \| \| \| |
|  |                                                                                |
|  | Tarbosaurus bataar                                                             |
|  |                                                                                |
|  | Zhuchengtyrannus magnus                                                        |
|  |                                                                                |

|  | Tarbosaurus bataar      |
|  |                         |
|  | Zhuchengtyrannus magnus |
|  |                         |

|  | Tyrannosaurus rex                                                              |
|  |                                                                                |
|  | \| \| Tarbosaurus bataar \| \| \| \| \| \| Zhuchengtyrannus magnus \| \| \| \| |
|  |                                                                                |
|  | Tarbosaurus bataar                                                             |
|  |                                                                                |
|  | Zhuchengtyrannus magnus                                                        |
|  |                                                                                |

|  | Tarbosaurus bataar      |
|  |                         |
|  | Zhuchengtyrannus magnus |
|  |                         |

|  | Tyrannosaurus rex                                                              |
|  |                                                                                |
|  | \| \| Tarbosaurus bataar \| \| \| \| \| \| Zhuchengtyrannus magnus \| \| \| \| |
|  |                                                                                |
|  | Tarbosaurus bataar                                                             |
|  |                                                                                |
|  | Zhuchengtyrannus magnus                                                        |
|  |                                                                                |

|  | Tarbosaurus bataar      |
|  |                         |
|  | Zhuchengtyrannus magnus |
|  |                         |

|  | Tyrannosaurus rex                                                              |
|  |                                                                                |
|  | \| \| Tarbosaurus bataar \| \| \| \| \| \| Zhuchengtyrannus magnus \| \| \| \| |
|  |                                                                                |
|  | Tarbosaurus bataar                                                             |
|  |                                                                                |
|  | Zhuchengtyrannus magnus                                                        |
|  |                                                                                |

|  | Tarbosaurus bataar      |
|  |                         |
|  | Zhuchengtyrannus magnus |
|  |                         |

|  | Tyrannosaurus rex                                                              |
|  |                                                                                |
|  | \| \| Tarbosaurus bataar \| \| \| \| \| \| Zhuchengtyrannus magnus \| \| \| \| |
|  |                                                                                |
|  | Tarbosaurus bataar                                                             |
|  |                                                                                |
|  | Zhuchengtyrannus magnus                                                        |
|  |                                                                                |

|  | Tarbosaurus bataar      |
|  |                         |
|  | Zhuchengtyrannus magnus |
|  |                         |

|  | Tyrannosaurus rex                                                              |
|  |                                                                                |
|  | \| \| Tarbosaurus bataar \| \| \| \| \| \| Zhuchengtyrannus magnus \| \| \| \| |
|  |                                                                                |
|  | Tarbosaurus bataar                                                             |
|  |                                                                                |
|  | Zhuchengtyrannus magnus                                                        |
|  |                                                                                |

|  | Tarbosaurus bataar      |
|  |                         |
|  | Zhuchengtyrannus magnus |
|  |                         |

|  | Tyrannosaurus rex                                                              |
|  |                                                                                |
|  | \| \| Tarbosaurus bataar \| \| \| \| \| \| Zhuchengtyrannus magnus \| \| \| \| |
|  |                                                                                |
|  | Tarbosaurus bataar                                                             |
|  |                                                                                |
|  | Zhuchengtyrannus magnus                                                        |
|  |                                                                                |

|  | Tarbosaurus bataar      |
|  |                         |
|  | Zhuchengtyrannus magnus |
|  |                         |

|  | Tyrannosaurus rex                                                              |
|  |                                                                                |
|  | \| \| Tarbosaurus bataar \| \| \| \| \| \| Zhuchengtyrannus magnus \| \| \| \| |
|  |                                                                                |
|  | Tarbosaurus bataar                                                             |
|  |                                                                                |
|  | Zhuchengtyrannus magnus                                                        |
|  |                                                                                |

|  | Tarbosaurus bataar      |
|  |                         |
|  | Zhuchengtyrannus magnus |
|  |                         |

|  | Tyrannosaurus rex                                                              |
|  |                                                                                |
|  | \| \| Tarbosaurus bataar \| \| \| \| \| \| Zhuchengtyrannus magnus \| \| \| \| |
|  |                                                                                |
|  | Tarbosaurus bataar                                                             |
|  |                                                                                |
|  | Zhuchengtyrannus magnus                                                        |
|  |                                                                                |

|  | Tarbosaurus bataar      |
|  |                         |
|  | Zhuchengtyrannus magnus |
|  |                         |

|  | Tyrannosaurus rex                                                              |
|  |                                                                                |
|  | \| \| Tarbosaurus bataar \| \| \| \| \| \| Zhuchengtyrannus magnus \| \| \| \| |
|  |                                                                                |
|  | Tarbosaurus bataar                                                             |
|  |                                                                                |
|  | Zhuchengtyrannus magnus                                                        |
|  |                                                                                |

|  | Tarbosaurus bataar      |
|  |                         |
|  | Zhuchengtyrannus magnus |
|  |                         |

|  | Tyrannosaurus rex                                                              |
|  |                                                                                |
|  | \| \| Tarbosaurus bataar \| \| \| \| \| \| Zhuchengtyrannus magnus \| \| \| \| |
|  |                                                                                |
|  | Tarbosaurus bataar                                                             |
|  |                                                                                |
|  | Zhuchengtyrannus magnus                                                        |
|  |                                                                                |

|  | Tarbosaurus bataar      |
|  |                         |
|  | Zhuchengtyrannus magnus |
|  |                         |

|  | Tyrannosaurus rex                                                              |
|  |                                                                                |
|  | \| \| Tarbosaurus bataar \| \| \| \| \| \| Zhuchengtyrannus magnus \| \| \| \| |
|  |                                                                                |
|  | Tarbosaurus bataar                                                             |
|  |                                                                                |
|  | Zhuchengtyrannus magnus                                                        |
|  |                                                                                |

|  | Tarbosaurus bataar      |
|  |                         |
|  | Zhuchengtyrannus magnus |
|  |                         |

|  | Tyrannosaurus rex                                                              |
|  |                                                                                |
|  | \| \| Tarbosaurus bataar \| \| \| \| \| \| Zhuchengtyrannus magnus \| \| \| \| |
|  |                                                                                |
|  | Tarbosaurus bataar                                                             |
|  |                                                                                |
|  | Zhuchengtyrannus magnus                                                        |
|  |                                                                                |

|  | Tarbosaurus bataar      |
|  |                         |
|  | Zhuchengtyrannus magnus |
|  |                         |

|  | Tyrannosaurus rex                                                              |
|  |                                                                                |
|  | \| \| Tarbosaurus bataar \| \| \| \| \| \| Zhuchengtyrannus magnus \| \| \| \| |
|  |                                                                                |
|  | Tarbosaurus bataar                                                             |
|  |                                                                                |
|  | Zhuchengtyrannus magnus                                                        |
|  |                                                                                |

|  | Tarbosaurus bataar      |
|  |                         |
|  | Zhuchengtyrannus magnus |
|  |                         |

|  | Tyrannosaurus rex                                                              |
|  |                                                                                |
|  | \| \| Tarbosaurus bataar \| \| \| \| \| \| Zhuchengtyrannus magnus \| \| \| \| |
|  |                                                                                |
|  | Tarbosaurus bataar                                                             |
|  |                                                                                |
|  | Zhuchengtyrannus magnus                                                        |
|  |                                                                                |

|  | Tarbosaurus bataar      |
|  |                         |
|  | Zhuchengtyrannus magnus |
|  |                         |

|  | Tyrannosaurus rex                                                              |
|  |                                                                                |
|  | \| \| Tarbosaurus bataar \| \| \| \| \| \| Zhuchengtyrannus magnus \| \| \| \| |
|  |                                                                                |
|  | Tarbosaurus bataar                                                             |
|  |                                                                                |
|  | Zhuchengtyrannus magnus                                                        |
|  |                                                                                |

|  | Tarbosaurus bataar      |
|  |                         |
|  | Zhuchengtyrannus magnus |
|  |                         |

|  | Tyrannosaurus rex                                                              |
|  |                                                                                |
|  | \| \| Tarbosaurus bataar \| \| \| \| \| \| Zhuchengtyrannus magnus \| \| \| \| |
|  |                                                                                |
|  | Tarbosaurus bataar                                                             |
|  |                                                                                |
|  | Zhuchengtyrannus magnus                                                        |
|  |                                                                                |

|  | Tarbosaurus bataar      |
|  |                         |
|  | Zhuchengtyrannus magnus |
|  |                         |

|  | Tyrannosaurus rex                                                              |
|  |                                                                                |
|  | \| \| Tarbosaurus bataar \| \| \| \| \| \| Zhuchengtyrannus magnus \| \| \| \| |
|  |                                                                                |
|  | Tarbosaurus bataar                                                             |
|  |                                                                                |
|  | Zhuchengtyrannus magnus                                                        |
|  |                                                                                |

|  | Tarbosaurus bataar      |
|  |                         |
|  | Zhuchengtyrannus magnus |
|  |                         |

|  | Tyrannosaurus rex                                                              |
|  |                                                                                |
|  | \| \| Tarbosaurus bataar \| \| \| \| \| \| Zhuchengtyrannus magnus \| \| \| \| |
|  |                                                                                |
|  | Tarbosaurus bataar                                                             |
|  |                                                                                |
|  | Zhuchengtyrannus magnus                                                        |
|  |                                                                                |

|  | Tarbosaurus bataar      |
|  |                         |
|  | Zhuchengtyrannus magnus |
|  |                         |

|  | Tyrannosaurus rex                                                              |
|  |                                                                                |
|  | \| \| Tarbosaurus bataar \| \| \| \| \| \| Zhuchengtyrannus magnus \| \| \| \| |
|  |                                                                                |
|  | Tarbosaurus bataar                                                             |
|  |                                                                                |
|  | Zhuchengtyrannus magnus                                                        |
|  |                                                                                |

|  | Tarbosaurus bataar      |
|  |                         |
|  | Zhuchengtyrannus magnus |
|  |                         |

|  | Tyrannosaurus rex                                                              |
|  |                                                                                |
|  | \| \| Tarbosaurus bataar \| \| \| \| \| \| Zhuchengtyrannus magnus \| \| \| \| |
|  |                                                                                |
|  | Tarbosaurus bataar                                                             |
|  |                                                                                |
|  | Zhuchengtyrannus magnus                                                        |
|  |                                                                                |

|  | Tarbosaurus bataar      |
|  |                         |
|  | Zhuchengtyrannus magnus |
|  |                         |

|  | Tyrannosaurus rex                                                              |
|  |                                                                                |
|  | \| \| Tarbosaurus bataar \| \| \| \| \| \| Zhuchengtyrannus magnus \| \| \| \| |
|  |                                                                                |
|  | Tarbosaurus bataar                                                             |
|  |                                                                                |
|  | Zhuchengtyrannus magnus                                                        |
|  |                                                                                |

|  | Tarbosaurus bataar      |
|  |                         |
|  | Zhuchengtyrannus magnus |
|  |                         |

|  | Tyrannosaurus rex                                                              |
|  |                                                                                |
|  | \| \| Tarbosaurus bataar \| \| \| \| \| \| Zhuchengtyrannus magnus \| \| \| \| |
|  |                                                                                |
|  | Tarbosaurus bataar                                                             |
|  |                                                                                |
|  | Zhuchengtyrannus magnus                                                        |
|  |                                                                                |

|  | Tarbosaurus bataar      |
|  |                         |
|  | Zhuchengtyrannus magnus |
|  |                         |

|  | Tyrannosaurus rex                                                              |
|  |                                                                                |
|  | \| \| Tarbosaurus bataar \| \| \| \| \| \| Zhuchengtyrannus magnus \| \| \| \| |
|  |                                                                                |
|  | Tarbosaurus bataar                                                             |
|  |                                                                                |
|  | Zhuchengtyrannus magnus                                                        |
|  |                                                                                |

|  | Tarbosaurus bataar      |
|  |                         |
|  | Zhuchengtyrannus magnus |
|  |                         |

|  | Tyrannosaurus rex                                                              |
|  |                                                                                |
|  | \| \| Tarbosaurus bataar \| \| \| \| \| \| Zhuchengtyrannus magnus \| \| \| \| |
|  |                                                                                |
|  | Tarbosaurus bataar                                                             |
|  |                                                                                |
|  | Zhuchengtyrannus magnus                                                        |
|  |                                                                                |

|  | Tarbosaurus bataar      |
|  |                         |
|  | Zhuchengtyrannus magnus |
|  |                         |

|  | Tyrannosaurus rex                                                              |
|  |                                                                                |
|  | \| \| Tarbosaurus bataar \| \| \| \| \| \| Zhuchengtyrannus magnus \| \| \| \| |
|  |                                                                                |
|  | Tarbosaurus bataar                                                             |
|  |                                                                                |
|  | Zhuchengtyrannus magnus                                                        |
|  |                                                                                |

|  | Tarbosaurus bataar      |
|  |                         |
|  | Zhuchengtyrannus magnus |
|  |                         |

|  | Tyrannosaurus rex                                                              |
|  |                                                                                |
|  | \| \| Tarbosaurus bataar \| \| \| \| \| \| Zhuchengtyrannus magnus \| \| \| \| |
|  |                                                                                |
|  | Tarbosaurus bataar                                                             |
|  |                                                                                |
|  | Zhuchengtyrannus magnus                                                        |
|  |                                                                                |

|  | Tarbosaurus bataar      |
|  |                         |
|  | Zhuchengtyrannus magnus |
|  |                         |

|  | Tyrannosaurus rex                                                              |
|  |                                                                                |
|  | \| \| Tarbosaurus bataar \| \| \| \| \| \| Zhuchengtyrannus magnus \| \| \| \| |
|  |                                                                                |
|  | Tarbosaurus bataar                                                             |
|  |                                                                                |
|  | Zhuchengtyrannus magnus                                                        |
|  |                                                                                |

|  | Tarbosaurus bataar      |
|  |                         |
|  | Zhuchengtyrannus magnus |
|  |                         |

|  | Tyrannosaurus rex                                                              |
|  |                                                                                |
|  | \| \| Tarbosaurus bataar \| \| \| \| \| \| Zhuchengtyrannus magnus \| \| \| \| |
|  |                                                                                |
|  | Tarbosaurus bataar                                                             |
|  |                                                                                |
|  | Zhuchengtyrannus magnus                                                        |
|  |                                                                                |

|  | Tarbosaurus bataar      |
|  |                         |
|  | Zhuchengtyrannus magnus |
|  |                         |

|  | Tyrannosaurus rex                                                              |
|  |                                                                                |
|  | \| \| Tarbosaurus bataar \| \| \| \| \| \| Zhuchengtyrannus magnus \| \| \| \| |
|  |                                                                                |
|  | Tarbosaurus bataar                                                             |
|  |                                                                                |
|  | Zhuchengtyrannus magnus                                                        |
|  |                                                                                |

|  | Tarbosaurus bataar      |
|  |                         |
|  | Zhuchengtyrannus magnus |
|  |                         |

|  | Tyrannosaurus rex                                                              |
|  |                                                                                |
|  | \| \| Tarbosaurus bataar \| \| \| \| \| \| Zhuchengtyrannus magnus \| \| \| \| |
|  |                                                                                |
|  | Tarbosaurus bataar                                                             |
|  |                                                                                |
|  | Zhuchengtyrannus magnus                                                        |
|  |                                                                                |

|  | Tarbosaurus bataar      |
|  |                         |
|  | Zhuchengtyrannus magnus |
|  |                         |

|  | Tyrannosaurus rex                                                              |
|  |                                                                                |
|  | \| \| Tarbosaurus bataar \| \| \| \| \| \| Zhuchengtyrannus magnus \| \| \| \| |
|  |                                                                                |
|  | Tarbosaurus bataar                                                             |
|  |                                                                                |
|  | Zhuchengtyrannus magnus                                                        |
|  |                                                                                |

|  | Tarbosaurus bataar      |
|  |                         |
|  | Zhuchengtyrannus magnus |
|  |                         |

|  | Tyrannosaurus rex                                                              |
|  |                                                                                |
|  | \| \| Tarbosaurus bataar \| \| \| \| \| \| Zhuchengtyrannus magnus \| \| \| \| |
|  |                                                                                |
|  | Tarbosaurus bataar                                                             |
|  |                                                                                |
|  | Zhuchengtyrannus magnus                                                        |
|  |                                                                                |

|  | Tarbosaurus bataar      |
|  |                         |
|  | Zhuchengtyrannus magnus |
|  |                         |

|  | Tyrannosaurus rex                                                              |
|  |                                                                                |
|  | \| \| Tarbosaurus bataar \| \| \| \| \| \| Zhuchengtyrannus magnus \| \| \| \| |
|  |                                                                                |
|  | Tarbosaurus bataar                                                             |
|  |                                                                                |
|  | Zhuchengtyrannus magnus                                                        |
|  |                                                                                |

|  | Tarbosaurus bataar      |
|  |                         |
|  | Zhuchengtyrannus magnus |
|  |                         |

|  | Tyrannosaurus rex                                                              |
|  |                                                                                |
|  | \| \| Tarbosaurus bataar \| \| \| \| \| \| Zhuchengtyrannus magnus \| \| \| \| |
|  |                                                                                |
|  | Tarbosaurus bataar                                                             |
|  |                                                                                |
|  | Zhuchengtyrannus magnus                                                        |
|  |                                                                                |

|  | Tarbosaurus bataar      |
|  |                         |
|  | Zhuchengtyrannus magnus |
|  |                         |

|  | Tyrannosaurus rex                                                              |
|  |                                                                                |
|  | \| \| Tarbosaurus bataar \| \| \| \| \| \| Zhuchengtyrannus magnus \| \| \| \| |
|  |                                                                                |
|  | Tarbosaurus bataar                                                             |
|  |                                                                                |
|  | Zhuchengtyrannus magnus                                                        |
|  |                                                                                |

|  | Tarbosaurus bataar      |
|  |                         |
|  | Zhuchengtyrannus magnus |
|  |                         |

|  | Tyrannosaurus rex                                                              |
|  |                                                                                |
|  | \| \| Tarbosaurus bataar \| \| \| \| \| \| Zhuchengtyrannus magnus \| \| \| \| |
|  |                                                                                |
|  | Tarbosaurus bataar                                                             |
|  |                                                                                |
|  | Zhuchengtyrannus magnus                                                        |
|  |                                                                                |

|  | Tarbosaurus bataar      |
|  |                         |
|  | Zhuchengtyrannus magnus |
|  |                         |

|  | Tyrannosaurus rex                                                              |
|  |                                                                                |
|  | \| \| Tarbosaurus bataar \| \| \| \| \| \| Zhuchengtyrannus magnus \| \| \| \| |
|  |                                                                                |
|  | Tarbosaurus bataar                                                             |
|  |                                                                                |
|  | Zhuchengtyrannus magnus                                                        |
|  |                                                                                |

|  | Tarbosaurus bataar      |
|  |                         |
|  | Zhuchengtyrannus magnus |
|  |                         |

|  | Tyrannosaurus rex                                                              |
|  |                                                                                |
|  | \| \| Tarbosaurus bataar \| \| \| \| \| \| Zhuchengtyrannus magnus \| \| \| \| |
|  |                                                                                |
|  | Tarbosaurus bataar                                                             |
|  |                                                                                |
|  | Zhuchengtyrannus magnus                                                        |
|  |                                                                                |

|  | Tarbosaurus bataar      |
|  |                         |
|  | Zhuchengtyrannus magnus |
|  |                         |

|  | Tyrannosaurus rex                                                              |
|  |                                                                                |
|  | \| \| Tarbosaurus bataar \| \| \| \| \| \| Zhuchengtyrannus magnus \| \| \| \| |
|  |                                                                                |
|  | Tarbosaurus bataar                                                             |
|  |                                                                                |
|  | Zhuchengtyrannus magnus                                                        |
|  |                                                                                |

|  | Tarbosaurus bataar      |
|  |                         |
|  | Zhuchengtyrannus magnus |
|  |                         |

|  | Tyrannosaurus rex                                                              |
|  |                                                                                |
|  | \| \| Tarbosaurus bataar \| \| \| \| \| \| Zhuchengtyrannus magnus \| \| \| \| |
|  |                                                                                |
|  | Tarbosaurus bataar                                                             |
|  |                                                                                |
|  | Zhuchengtyrannus magnus                                                        |
|  |                                                                                |

|  | Tarbosaurus bataar      |
|  |                         |
|  | Zhuchengtyrannus magnus |
|  |                         |

|  | Tyrannosaurus rex                                                              |
|  |                                                                                |
|  | \| \| Tarbosaurus bataar \| \| \| \| \| \| Zhuchengtyrannus magnus \| \| \| \| |
|  |                                                                                |
|  | Tarbosaurus bataar                                                             |
|  |                                                                                |
|  | Zhuchengtyrannus magnus                                                        |
|  |                                                                                |

|  | Tarbosaurus bataar      |
|  |                         |
|  | Zhuchengtyrannus magnus |
|  |                         |

|  | Tyrannosaurus rex                                                              |
|  |                                                                                |
|  | \| \| Tarbosaurus bataar \| \| \| \| \| \| Zhuchengtyrannus magnus \| \| \| \| |
|  |                                                                                |
|  | Tarbosaurus bataar                                                             |
|  |                                                                                |
|  | Zhuchengtyrannus magnus                                                        |
|  |                                                                                |

|  | Tarbosaurus bataar      |
|  |                         |
|  | Zhuchengtyrannus magnus |
|  |                         |

|  | Tyrannosaurus rex                                                              |
|  |                                                                                |
|  | \| \| Tarbosaurus bataar \| \| \| \| \| \| Zhuchengtyrannus magnus \| \| \| \| |
|  |                                                                                |
|  | Tarbosaurus bataar                                                             |
|  |                                                                                |
|  | Zhuchengtyrannus magnus                                                        |
|  |                                                                                |

|  | Tarbosaurus bataar      |
|  |                         |
|  | Zhuchengtyrannus magnus |
|  |                         |

|  | Tyrannosaurus rex                                                              |
|  |                                                                                |
|  | \| \| Tarbosaurus bataar \| \| \| \| \| \| Zhuchengtyrannus magnus \| \| \| \| |
|  |                                                                                |
|  | Tarbosaurus bataar                                                             |
|  |                                                                                |
|  | Zhuchengtyrannus magnus                                                        |
|  |                                                                                |

|  | Tarbosaurus bataar      |
|  |                         |
|  | Zhuchengtyrannus magnus |
|  |                         |

|  | Tyrannosaurus rex                                                              |
|  |                                                                                |
|  | \| \| Tarbosaurus bataar \| \| \| \| \| \| Zhuchengtyrannus magnus \| \| \| \| |
|  |                                                                                |
|  | Tarbosaurus bataar                                                             |
|  |                                                                                |
|  | Zhuchengtyrannus magnus                                                        |
|  |                                                                                |

|  | Tarbosaurus bataar      |
|  |                         |
|  | Zhuchengtyrannus magnus |
|  |                         |

|  | Tyrannosaurus rex                                                              |
|  |                                                                                |
|  | \| \| Tarbosaurus bataar \| \| \| \| \| \| Zhuchengtyrannus magnus \| \| \| \| |
|  |                                                                                |
|  | Tarbosaurus bataar                                                             |
|  |                                                                                |
|  | Zhuchengtyrannus magnus                                                        |
|  |                                                                                |

|  | Tarbosaurus bataar      |
|  |                         |
|  | Zhuchengtyrannus magnus |
|  |                         |

|  | Tyrannosaurus rex                                                              |
|  |                                                                                |
|  | \| \| Tarbosaurus bataar \| \| \| \| \| \| Zhuchengtyrannus magnus \| \| \| \| |
|  |                                                                                |
|  | Tarbosaurus bataar                                                             |
|  |                                                                                |
|  | Zhuchengtyrannus magnus                                                        |
|  |                                                                                |

|  | Tarbosaurus bataar      |
|  |                         |
|  | Zhuchengtyrannus magnus |
|  |                         |

|  | Tyrannosaurus rex                                                              |
|  |                                                                                |
|  | \| \| Tarbosaurus bataar \| \| \| \| \| \| Zhuchengtyrannus magnus \| \| \| \| |
|  |                                                                                |
|  | Tarbosaurus bataar                                                             |
|  |                                                                                |
|  | Zhuchengtyrannus magnus                                                        |
|  |                                                                                |

|  | Tarbosaurus bataar      |
|  |                         |
|  | Zhuchengtyrannus magnus |
|  |                         |

|  | Tyrannosaurus rex                                                              |
|  |                                                                                |
|  | \| \| Tarbosaurus bataar \| \| \| \| \| \| Zhuchengtyrannus magnus \| \| \| \| |
|  |                                                                                |
|  | Tarbosaurus bataar                                                             |
|  |                                                                                |
|  | Zhuchengtyrannus magnus                                                        |
|  |                                                                                |

|  | Tarbosaurus bataar      |
|  |                         |
|  | Zhuchengtyrannus magnus |
|  |                         |

|  | Tyrannosaurus rex                                                              |
|  |                                                                                |
|  | \| \| Tarbosaurus bataar \| \| \| \| \| \| Zhuchengtyrannus magnus \| \| \| \| |
|  |                                                                                |
|  | Tarbosaurus bataar                                                             |
|  |                                                                                |
|  | Zhuchengtyrannus magnus                                                        |
|  |                                                                                |

|  | Tarbosaurus bataar      |
|  |                         |
|  | Zhuchengtyrannus magnus |
|  |                         |

|  | Tyrannosaurus rex                                                              |
|  |                                                                                |
|  | \| \| Tarbosaurus bataar \| \| \| \| \| \| Zhuchengtyrannus magnus \| \| \| \| |
|  |                                                                                |
|  | Tarbosaurus bataar                                                             |
|  |                                                                                |
|  | Zhuchengtyrannus magnus                                                        |
|  |                                                                                |

|  | Tarbosaurus bataar      |
|  |                         |
|  | Zhuchengtyrannus magnus |
|  |                         |

|  | Tyrannosaurus rex                                                              |
|  |                                                                                |
|  | \| \| Tarbosaurus bataar \| \| \| \| \| \| Zhuchengtyrannus magnus \| \| \| \| |
|  |                                                                                |
|  | Tarbosaurus bataar                                                             |
|  |                                                                                |
|  | Zhuchengtyrannus magnus                                                        |
|  |                                                                                |

|  | Tarbosaurus bataar      |
|  |                         |
|  | Zhuchengtyrannus magnus |
|  |                         |

|  | Tyrannosaurus rex                                                              |
|  |                                                                                |
|  | \| \| Tarbosaurus bataar \| \| \| \| \| \| Zhuchengtyrannus magnus \| \| \| \| |
|  |                                                                                |
|  | Tarbosaurus bataar                                                             |
|  |                                                                                |
|  | Zhuchengtyrannus magnus                                                        |
|  |                                                                                |

|  | Tarbosaurus bataar      |
|  |                         |
|  | Zhuchengtyrannus magnus |
|  |                         |

|  | Tyrannosaurus rex                                                              |
|  |                                                                                |
|  | \| \| Tarbosaurus bataar \| \| \| \| \| \| Zhuchengtyrannus magnus \| \| \| \| |
|  |                                                                                |
|  | Tarbosaurus bataar                                                             |
|  |                                                                                |
|  | Zhuchengtyrannus magnus                                                        |
|  |                                                                                |

|  | Tarbosaurus bataar      |
|  |                         |
|  | Zhuchengtyrannus magnus |
|  |                         |

|  | Tyrannosaurus rex                                                              |
|  |                                                                                |
|  | \| \| Tarbosaurus bataar \| \| \| \| \| \| Zhuchengtyrannus magnus \| \| \| \| |
|  |                                                                                |
|  | Tarbosaurus bataar                                                             |
|  |                                                                                |
|  | Zhuchengtyrannus magnus                                                        |
|  |                                                                                |

|  | Tarbosaurus bataar      |
|  |                         |
|  | Zhuchengtyrannus magnus |
|  |                         |

|  | Tyrannosaurus rex                                                              |
|  |                                                                                |
|  | \| \| Tarbosaurus bataar \| \| \| \| \| \| Zhuchengtyrannus magnus \| \| \| \| |
|  |                                                                                |
|  | Tarbosaurus bataar                                                             |
|  |                                                                                |
|  | Zhuchengtyrannus magnus                                                        |
|  |                                                                                |

|  | Tarbosaurus bataar      |
|  |                         |
|  | Zhuchengtyrannus magnus |
|  |                         |

|  | Tyrannosaurus rex                                                              |
|  |                                                                                |
|  | \| \| Tarbosaurus bataar \| \| \| \| \| \| Zhuchengtyrannus magnus \| \| \| \| |
|  |                                                                                |
|  | Tarbosaurus bataar                                                             |
|  |                                                                                |
|  | Zhuchengtyrannus magnus                                                        |
|  |                                                                                |

|  | Tarbosaurus bataar      |
|  |                         |
|  | Zhuchengtyrannus magnus |
|  |                         |

|  | Tyrannosaurus rex                                                              |
|  |                                                                                |
|  | \| \| Tarbosaurus bataar \| \| \| \| \| \| Zhuchengtyrannus magnus \| \| \| \| |
|  |                                                                                |
|  | Tarbosaurus bataar                                                             |
|  |                                                                                |
|  | Zhuchengtyrannus magnus                                                        |
|  |                                                                                |

|  | Tarbosaurus bataar      |
|  |                         |
|  | Zhuchengtyrannus magnus |
|  |                         |

|  | Tyrannosaurus rex                                                              |
|  |                                                                                |
|  | \| \| Tarbosaurus bataar \| \| \| \| \| \| Zhuchengtyrannus magnus \| \| \| \| |
|  |                                                                                |
|  | Tarbosaurus bataar                                                             |
|  |                                                                                |
|  | Zhuchengtyrannus magnus                                                        |
|  |                                                                                |

|  | Tarbosaurus bataar      |
|  |                         |
|  | Zhuchengtyrannus magnus |
|  |                         |

|  | Tyrannosaurus rex                                                              |
|  |                                                                                |
|  | \| \| Tarbosaurus bataar \| \| \| \| \| \| Zhuchengtyrannus magnus \| \| \| \| |
|  |                                                                                |
|  | Tarbosaurus bataar                                                             |
|  |                                                                                |
|  | Zhuchengtyrannus magnus                                                        |
|  |                                                                                |

|  | Tarbosaurus bataar      |
|  |                         |
|  | Zhuchengtyrannus magnus |
|  |                         |

|  | Tyrannosaurus rex                                                              |
|  |                                                                                |
|  | \| \| Tarbosaurus bataar \| \| \| \| \| \| Zhuchengtyrannus magnus \| \| \| \| |
|  |                                                                                |
|  | Tarbosaurus bataar                                                             |
|  |                                                                                |
|  | Zhuchengtyrannus magnus                                                        |
|  |                                                                                |

|  | Tarbosaurus bataar      |
|  |                         |
|  | Zhuchengtyrannus magnus |
|  |                         |

|  | Tyrannosaurus rex                                                              |
|  |                                                                                |
|  | \| \| Tarbosaurus bataar \| \| \| \| \| \| Zhuchengtyrannus magnus \| \| \| \| |
|  |                                                                                |
|  | Tarbosaurus bataar                                                             |
|  |                                                                                |
|  | Zhuchengtyrannus magnus                                                        |
|  |                                                                                |

|  | Tarbosaurus bataar      |
|  |                         |
|  | Zhuchengtyrannus magnus |
|  |                         |

|  | Gorgosaurus libratus      |
|  |                           |
|  | Albertosaurus sarcophagus |
|  |                           |

|  | Tyrannosaurus rex                                                              |
|  |                                                                                |
|  | \| \| Tarbosaurus bataar \| \| \| \| \| \| Zhuchengtyrannus magnus \| \| \| \| |
|  |                                                                                |
|  | Tarbosaurus bataar                                                             |
|  |                                                                                |
|  | Zhuchengtyrannus magnus                                                        |
|  |                                                                                |

|  | Tarbosaurus bataar      |
|  |                         |
|  | Zhuchengtyrannus magnus |
|  |                         |

|  | Tyrannosaurus rex                                                              |
|  |                                                                                |
|  | \| \| Tarbosaurus bataar \| \| \| \| \| \| Zhuchengtyrannus magnus \| \| \| \| |
|  |                                                                                |
|  | Tarbosaurus bataar                                                             |
|  |                                                                                |
|  | Zhuchengtyrannus magnus                                                        |
|  |                                                                                |

|  | Tarbosaurus bataar      |
|  |                         |
|  | Zhuchengtyrannus magnus |
|  |                         |

|  | Tyrannosaurus rex                                                              |
|  |                                                                                |
|  | \| \| Tarbosaurus bataar \| \| \| \| \| \| Zhuchengtyrannus magnus \| \| \| \| |
|  |                                                                                |
|  | Tarbosaurus bataar                                                             |
|  |                                                                                |
|  | Zhuchengtyrannus magnus                                                        |
|  |                                                                                |

|  | Tarbosaurus bataar      |
|  |                         |
|  | Zhuchengtyrannus magnus |
|  |                         |

|  | Tyrannosaurus rex                                                              |
|  |                                                                                |
|  | \| \| Tarbosaurus bataar \| \| \| \| \| \| Zhuchengtyrannus magnus \| \| \| \| |
|  |                                                                                |
|  | Tarbosaurus bataar                                                             |
|  |                                                                                |
|  | Zhuchengtyrannus magnus                                                        |
|  |                                                                                |

|  | Tarbosaurus bataar      |
|  |                         |
|  | Zhuchengtyrannus magnus |
|  |                         |

|  | Tyrannosaurus rex                                                              |
|  |                                                                                |
|  | \| \| Tarbosaurus bataar \| \| \| \| \| \| Zhuchengtyrannus magnus \| \| \| \| |
|  |                                                                                |
|  | Tarbosaurus bataar                                                             |
|  |                                                                                |
|  | Zhuchengtyrannus magnus                                                        |
|  |                                                                                |

|  | Tarbosaurus bataar      |
|  |                         |
|  | Zhuchengtyrannus magnus |
|  |                         |

|  | Tyrannosaurus rex                                                              |
|  |                                                                                |
|  | \| \| Tarbosaurus bataar \| \| \| \| \| \| Zhuchengtyrannus magnus \| \| \| \| |
|  |                                                                                |
|  | Tarbosaurus bataar                                                             |
|  |                                                                                |
|  | Zhuchengtyrannus magnus                                                        |
|  |                                                                                |

|  | Tarbosaurus bataar      |
|  |                         |
|  | Zhuchengtyrannus magnus |
|  |                         |

|  | Tyrannosaurus rex                                                              |
|  |                                                                                |
|  | \| \| Tarbosaurus bataar \| \| \| \| \| \| Zhuchengtyrannus magnus \| \| \| \| |
|  |                                                                                |
|  | Tarbosaurus bataar                                                             |
|  |                                                                                |
|  | Zhuchengtyrannus magnus                                                        |
|  |                                                                                |

|  | Tarbosaurus bataar      |
|  |                         |
|  | Zhuchengtyrannus magnus |
|  |                         |

|  | Tyrannosaurus rex                                                              |
|  |                                                                                |
|  | \| \| Tarbosaurus bataar \| \| \| \| \| \| Zhuchengtyrannus magnus \| \| \| \| |
|  |                                                                                |
|  | Tarbosaurus bataar                                                             |
|  |                                                                                |
|  | Zhuchengtyrannus magnus                                                        |
|  |                                                                                |

|  | Tarbosaurus bataar      |
|  |                         |
|  | Zhuchengtyrannus magnus |
|  |                         |

|  | Tyrannosaurus rex                                                              |
|  |                                                                                |
|  | \| \| Tarbosaurus bataar \| \| \| \| \| \| Zhuchengtyrannus magnus \| \| \| \| |
|  |                                                                                |
|  | Tarbosaurus bataar                                                             |
|  |                                                                                |
|  | Zhuchengtyrannus magnus                                                        |
|  |                                                                                |

|  | Tarbosaurus bataar      |
|  |                         |
|  | Zhuchengtyrannus magnus |
|  |                         |

|  | Tyrannosaurus rex                                                              |
|  |                                                                                |
|  | \| \| Tarbosaurus bataar \| \| \| \| \| \| Zhuchengtyrannus magnus \| \| \| \| |
|  |                                                                                |
|  | Tarbosaurus bataar                                                             |
|  |                                                                                |
|  | Zhuchengtyrannus magnus                                                        |
|  |                                                                                |

|  | Tarbosaurus bataar      |
|  |                         |
|  | Zhuchengtyrannus magnus |
|  |                         |

|  | Tyrannosaurus rex                                                              |
|  |                                                                                |
|  | \| \| Tarbosaurus bataar \| \| \| \| \| \| Zhuchengtyrannus magnus \| \| \| \| |
|  |                                                                                |
|  | Tarbosaurus bataar                                                             |
|  |                                                                                |
|  | Zhuchengtyrannus magnus                                                        |
|  |                                                                                |

|  | Tarbosaurus bataar      |
|  |                         |
|  | Zhuchengtyrannus magnus |
|  |                         |

|  | Tyrannosaurus rex                                                              |
|  |                                                                                |
|  | \| \| Tarbosaurus bataar \| \| \| \| \| \| Zhuchengtyrannus magnus \| \| \| \| |
|  |                                                                                |
|  | Tarbosaurus bataar                                                             |
|  |                                                                                |
|  | Zhuchengtyrannus magnus                                                        |
|  |                                                                                |

|  | Tarbosaurus bataar      |
|  |                         |
|  | Zhuchengtyrannus magnus |
|  |                         |

|  | Tyrannosaurus rex                                                              |
|  |                                                                                |
|  | \| \| Tarbosaurus bataar \| \| \| \| \| \| Zhuchengtyrannus magnus \| \| \| \| |
|  |                                                                                |
|  | Tarbosaurus bataar                                                             |
|  |                                                                                |
|  | Zhuchengtyrannus magnus                                                        |
|  |                                                                                |

|  | Tarbosaurus bataar      |
|  |                         |
|  | Zhuchengtyrannus magnus |
|  |                         |

|  | Tyrannosaurus rex                                                              |
|  |                                                                                |
|  | \| \| Tarbosaurus bataar \| \| \| \| \| \| Zhuchengtyrannus magnus \| \| \| \| |
|  |                                                                                |
|  | Tarbosaurus bataar                                                             |
|  |                                                                                |
|  | Zhuchengtyrannus magnus                                                        |
|  |                                                                                |

|  | Tarbosaurus bataar      |
|  |                         |
|  | Zhuchengtyrannus magnus |
|  |                         |

|  | Tyrannosaurus rex                                                              |
|  |                                                                                |
|  | \| \| Tarbosaurus bataar \| \| \| \| \| \| Zhuchengtyrannus magnus \| \| \| \| |
|  |                                                                                |
|  | Tarbosaurus bataar                                                             |
|  |                                                                                |
|  | Zhuchengtyrannus magnus                                                        |
|  |                                                                                |

|  | Tarbosaurus bataar      |
|  |                         |
|  | Zhuchengtyrannus magnus |
|  |                         |

|  | Tyrannosaurus rex                                                              |
|  |                                                                                |
|  | \| \| Tarbosaurus bataar \| \| \| \| \| \| Zhuchengtyrannus magnus \| \| \| \| |
|  |                                                                                |
|  | Tarbosaurus bataar                                                             |
|  |                                                                                |
|  | Zhuchengtyrannus magnus                                                        |
|  |                                                                                |

|  | Tarbosaurus bataar      |
|  |                         |
|  | Zhuchengtyrannus magnus |
|  |                         |

|  | Tyrannosaurus rex                                                              |
|  |                                                                                |
|  | \| \| Tarbosaurus bataar \| \| \| \| \| \| Zhuchengtyrannus magnus \| \| \| \| |
|  |                                                                                |
|  | Tarbosaurus bataar                                                             |
|  |                                                                                |
|  | Zhuchengtyrannus magnus                                                        |
|  |                                                                                |

|  | Tarbosaurus bataar      |
|  |                         |
|  | Zhuchengtyrannus magnus |
|  |                         |

|  | Tyrannosaurus rex                                                              |
|  |                                                                                |
|  | \| \| Tarbosaurus bataar \| \| \| \| \| \| Zhuchengtyrannus magnus \| \| \| \| |
|  |                                                                                |
|  | Tarbosaurus bataar                                                             |
|  |                                                                                |
|  | Zhuchengtyrannus magnus                                                        |
|  |                                                                                |

|  | Tarbosaurus bataar      |
|  |                         |
|  | Zhuchengtyrannus magnus |
|  |                         |

|  | Tyrannosaurus rex                                                              |
|  |                                                                                |
|  | \| \| Tarbosaurus bataar \| \| \| \| \| \| Zhuchengtyrannus magnus \| \| \| \| |
|  |                                                                                |
|  | Tarbosaurus bataar                                                             |
|  |                                                                                |
|  | Zhuchengtyrannus magnus                                                        |
|  |                                                                                |

|  | Tarbosaurus bataar      |
|  |                         |
|  | Zhuchengtyrannus magnus |
|  |                         |

|  | Tyrannosaurus rex                                                              |
|  |                                                                                |
|  | \| \| Tarbosaurus bataar \| \| \| \| \| \| Zhuchengtyrannus magnus \| \| \| \| |
|  |                                                                                |
|  | Tarbosaurus bataar                                                             |
|  |                                                                                |
|  | Zhuchengtyrannus magnus                                                        |
|  |                                                                                |

|  | Tarbosaurus bataar      |
|  |                         |
|  | Zhuchengtyrannus magnus |
|  |                         |

|  | Tyrannosaurus rex                                                              |
|  |                                                                                |
|  | \| \| Tarbosaurus bataar \| \| \| \| \| \| Zhuchengtyrannus magnus \| \| \| \| |
|  |                                                                                |
|  | Tarbosaurus bataar                                                             |
|  |                                                                                |
|  | Zhuchengtyrannus magnus                                                        |
|  |                                                                                |

|  | Tarbosaurus bataar      |
|  |                         |
|  | Zhuchengtyrannus magnus |
|  |                         |

|  | Tyrannosaurus rex                                                              |
|  |                                                                                |
|  | \| \| Tarbosaurus bataar \| \| \| \| \| \| Zhuchengtyrannus magnus \| \| \| \| |
|  |                                                                                |
|  | Tarbosaurus bataar                                                             |
|  |                                                                                |
|  | Zhuchengtyrannus magnus                                                        |
|  |                                                                                |

|  | Tarbosaurus bataar      |
|  |                         |
|  | Zhuchengtyrannus magnus |
|  |                         |

|  | Tyrannosaurus rex                                                              |
|  |                                                                                |
|  | \| \| Tarbosaurus bataar \| \| \| \| \| \| Zhuchengtyrannus magnus \| \| \| \| |
|  |                                                                                |
|  | Tarbosaurus bataar                                                             |
|  |                                                                                |
|  | Zhuchengtyrannus magnus                                                        |
|  |                                                                                |

|  | Tarbosaurus bataar      |
|  |                         |
|  | Zhuchengtyrannus magnus |
|  |                         |

|  | Tyrannosaurus rex                                                              |
|  |                                                                                |
|  | \| \| Tarbosaurus bataar \| \| \| \| \| \| Zhuchengtyrannus magnus \| \| \| \| |
|  |                                                                                |
|  | Tarbosaurus bataar                                                             |
|  |                                                                                |
|  | Zhuchengtyrannus magnus                                                        |
|  |                                                                                |

|  | Tarbosaurus bataar      |
|  |                         |
|  | Zhuchengtyrannus magnus |
|  |                         |

|  | Tyrannosaurus rex                                                              |
|  |                                                                                |
|  | \| \| Tarbosaurus bataar \| \| \| \| \| \| Zhuchengtyrannus magnus \| \| \| \| |
|  |                                                                                |
|  | Tarbosaurus bataar                                                             |
|  |                                                                                |
|  | Zhuchengtyrannus magnus                                                        |
|  |                                                                                |

|  | Tarbosaurus bataar      |
|  |                         |
|  | Zhuchengtyrannus magnus |
|  |                         |

|  | Tyrannosaurus rex                                                              |
|  |                                                                                |
|  | \| \| Tarbosaurus bataar \| \| \| \| \| \| Zhuchengtyrannus magnus \| \| \| \| |
|  |                                                                                |
|  | Tarbosaurus bataar                                                             |
|  |                                                                                |
|  | Zhuchengtyrannus magnus                                                        |
|  |                                                                                |

|  | Tarbosaurus bataar      |
|  |                         |
|  | Zhuchengtyrannus magnus |
|  |                         |

|  | Tyrannosaurus rex                                                              |
|  |                                                                                |
|  | \| \| Tarbosaurus bataar \| \| \| \| \| \| Zhuchengtyrannus magnus \| \| \| \| |
|  |                                                                                |
|  | Tarbosaurus bataar                                                             |
|  |                                                                                |
|  | Zhuchengtyrannus magnus                                                        |
|  |                                                                                |

|  | Tarbosaurus bataar      |
|  |                         |
|  | Zhuchengtyrannus magnus |
|  |                         |

|  | Tyrannosaurus rex                                                              |
|  |                                                                                |
|  | \| \| Tarbosaurus bataar \| \| \| \| \| \| Zhuchengtyrannus magnus \| \| \| \| |
|  |                                                                                |
|  | Tarbosaurus bataar                                                             |
|  |                                                                                |
|  | Zhuchengtyrannus magnus                                                        |
|  |                                                                                |

|  | Tarbosaurus bataar      |
|  |                         |
|  | Zhuchengtyrannus magnus |
|  |                         |

|  | Tyrannosaurus rex                                                              |
|  |                                                                                |
|  | \| \| Tarbosaurus bataar \| \| \| \| \| \| Zhuchengtyrannus magnus \| \| \| \| |
|  |                                                                                |
|  | Tarbosaurus bataar                                                             |
|  |                                                                                |
|  | Zhuchengtyrannus magnus                                                        |
|  |                                                                                |

|  | Tarbosaurus bataar      |
|  |                         |
|  | Zhuchengtyrannus magnus |
|  |                         |

|  | Tyrannosaurus rex                                                              |
|  |                                                                                |
|  | \| \| Tarbosaurus bataar \| \| \| \| \| \| Zhuchengtyrannus magnus \| \| \| \| |
|  |                                                                                |
|  | Tarbosaurus bataar                                                             |
|  |                                                                                |
|  | Zhuchengtyrannus magnus                                                        |
|  |                                                                                |

|  | Tarbosaurus bataar      |
|  |                         |
|  | Zhuchengtyrannus magnus |
|  |                         |

|  | Tyrannosaurus rex                                                              |
|  |                                                                                |
|  | \| \| Tarbosaurus bataar \| \| \| \| \| \| Zhuchengtyrannus magnus \| \| \| \| |
|  |                                                                                |
|  | Tarbosaurus bataar                                                             |
|  |                                                                                |
|  | Zhuchengtyrannus magnus                                                        |
|  |                                                                                |

|  | Tarbosaurus bataar      |
|  |                         |
|  | Zhuchengtyrannus magnus |
|  |                         |

|  | Tyrannosaurus rex                                                              |
|  |                                                                                |
|  | \| \| Tarbosaurus bataar \| \| \| \| \| \| Zhuchengtyrannus magnus \| \| \| \| |
|  |                                                                                |
|  | Tarbosaurus bataar                                                             |
|  |                                                                                |
|  | Zhuchengtyrannus magnus                                                        |
|  |                                                                                |

|  | Tarbosaurus bataar      |
|  |                         |
|  | Zhuchengtyrannus magnus |
|  |                         |

|  | Tyrannosaurus rex                                                              |
|  |                                                                                |
|  | \| \| Tarbosaurus bataar \| \| \| \| \| \| Zhuchengtyrannus magnus \| \| \| \| |
|  |                                                                                |
|  | Tarbosaurus bataar                                                             |
|  |                                                                                |
|  | Zhuchengtyrannus magnus                                                        |
|  |                                                                                |

|  | Tarbosaurus bataar      |
|  |                         |
|  | Zhuchengtyrannus magnus |
|  |                         |

|  | Tyrannosaurus rex                                                              |
|  |                                                                                |
|  | \| \| Tarbosaurus bataar \| \| \| \| \| \| Zhuchengtyrannus magnus \| \| \| \| |
|  |                                                                                |
|  | Tarbosaurus bataar                                                             |
|  |                                                                                |
|  | Zhuchengtyrannus magnus                                                        |
|  |                                                                                |

|  | Tarbosaurus bataar      |
|  |                         |
|  | Zhuchengtyrannus magnus |
|  |                         |

|  | Tyrannosaurus rex                                                              |
|  |                                                                                |
|  | \| \| Tarbosaurus bataar \| \| \| \| \| \| Zhuchengtyrannus magnus \| \| \| \| |
|  |                                                                                |
|  | Tarbosaurus bataar                                                             |
|  |                                                                                |
|  | Zhuchengtyrannus magnus                                                        |
|  |                                                                                |

|  | Tarbosaurus bataar      |
|  |                         |
|  | Zhuchengtyrannus magnus |
|  |                         |

|  | Tyrannosaurus rex                                                              |
|  |                                                                                |
|  | \| \| Tarbosaurus bataar \| \| \| \| \| \| Zhuchengtyrannus magnus \| \| \| \| |
|  |                                                                                |
|  | Tarbosaurus bataar                                                             |
|  |                                                                                |
|  | Zhuchengtyrannus magnus                                                        |
|  |                                                                                |

|  | Tarbosaurus bataar      |
|  |                         |
|  | Zhuchengtyrannus magnus |
|  |                         |

|  | Tyrannosaurus rex                                                              |
|  |                                                                                |
|  | \| \| Tarbosaurus bataar \| \| \| \| \| \| Zhuchengtyrannus magnus \| \| \| \| |
|  |                                                                                |
|  | Tarbosaurus bataar                                                             |
|  |                                                                                |
|  | Zhuchengtyrannus magnus                                                        |
|  |                                                                                |

|  | Tarbosaurus bataar      |
|  |                         |
|  | Zhuchengtyrannus magnus |
|  |                         |

|  | Tyrannosaurus rex                                                              |
|  |                                                                                |
|  | \| \| Tarbosaurus bataar \| \| \| \| \| \| Zhuchengtyrannus magnus \| \| \| \| |
|  |                                                                                |
|  | Tarbosaurus bataar                                                             |
|  |                                                                                |
|  | Zhuchengtyrannus magnus                                                        |
|  |                                                                                |

|  | Tarbosaurus bataar      |
|  |                         |
|  | Zhuchengtyrannus magnus |
|  |                         |

|  | Tyrannosaurus rex                                                              |
|  |                                                                                |
|  | \| \| Tarbosaurus bataar \| \| \| \| \| \| Zhuchengtyrannus magnus \| \| \| \| |
|  |                                                                                |
|  | Tarbosaurus bataar                                                             |
|  |                                                                                |
|  | Zhuchengtyrannus magnus                                                        |
|  |                                                                                |

|  | Tarbosaurus bataar      |
|  |                         |
|  | Zhuchengtyrannus magnus |
|  |                         |

|  | Tyrannosaurus rex                                                              |
|  |                                                                                |
|  | \| \| Tarbosaurus bataar \| \| \| \| \| \| Zhuchengtyrannus magnus \| \| \| \| |
|  |                                                                                |
|  | Tarbosaurus bataar                                                             |
|  |                                                                                |
|  | Zhuchengtyrannus magnus                                                        |
|  |                                                                                |

|  | Tarbosaurus bataar      |
|  |                         |
|  | Zhuchengtyrannus magnus |
|  |                         |

|  | Tyrannosaurus rex                                                              |
|  |                                                                                |
|  | \| \| Tarbosaurus bataar \| \| \| \| \| \| Zhuchengtyrannus magnus \| \| \| \| |
|  |                                                                                |
|  | Tarbosaurus bataar                                                             |
|  |                                                                                |
|  | Zhuchengtyrannus magnus                                                        |
|  |                                                                                |

|  | Tarbosaurus bataar      |
|  |                         |
|  | Zhuchengtyrannus magnus |
|  |                         |

|  | Tyrannosaurus rex                                                              |
|  |                                                                                |
|  | \| \| Tarbosaurus bataar \| \| \| \| \| \| Zhuchengtyrannus magnus \| \| \| \| |
|  |                                                                                |
|  | Tarbosaurus bataar                                                             |
|  |                                                                                |
|  | Zhuchengtyrannus magnus                                                        |
|  |                                                                                |

|  | Tarbosaurus bataar      |
|  |                         |
|  | Zhuchengtyrannus magnus |
|  |                         |

|  | Tyrannosaurus rex                                                              |
|  |                                                                                |
|  | \| \| Tarbosaurus bataar \| \| \| \| \| \| Zhuchengtyrannus magnus \| \| \| \| |
|  |                                                                                |
|  | Tarbosaurus bataar                                                             |
|  |                                                                                |
|  | Zhuchengtyrannus magnus                                                        |
|  |                                                                                |

|  | Tarbosaurus bataar      |
|  |                         |
|  | Zhuchengtyrannus magnus |
|  |                         |

|  | Tyrannosaurus rex                                                              |
|  |                                                                                |
|  | \| \| Tarbosaurus bataar \| \| \| \| \| \| Zhuchengtyrannus magnus \| \| \| \| |
|  |                                                                                |
|  | Tarbosaurus bataar                                                             |
|  |                                                                                |
|  | Zhuchengtyrannus magnus                                                        |
|  |                                                                                |

|  | Tarbosaurus bataar      |
|  |                         |
|  | Zhuchengtyrannus magnus |
|  |                         |

|  | Tyrannosaurus rex                                                              |
|  |                                                                                |
|  | \| \| Tarbosaurus bataar \| \| \| \| \| \| Zhuchengtyrannus magnus \| \| \| \| |
|  |                                                                                |
|  | Tarbosaurus bataar                                                             |
|  |                                                                                |
|  | Zhuchengtyrannus magnus                                                        |
|  |                                                                                |

|  | Tarbosaurus bataar      |
|  |                         |
|  | Zhuchengtyrannus magnus |
|  |                         |

|  | Tyrannosaurus rex                                                              |
|  |                                                                                |
|  | \| \| Tarbosaurus bataar \| \| \| \| \| \| Zhuchengtyrannus magnus \| \| \| \| |
|  |                                                                                |
|  | Tarbosaurus bataar                                                             |
|  |                                                                                |
|  | Zhuchengtyrannus magnus                                                        |
|  |                                                                                |

|  | Tarbosaurus bataar      |
|  |                         |
|  | Zhuchengtyrannus magnus |
|  |                         |

|  | Tyrannosaurus rex                                                              |
|  |                                                                                |
|  | \| \| Tarbosaurus bataar \| \| \| \| \| \| Zhuchengtyrannus magnus \| \| \| \| |
|  |                                                                                |
|  | Tarbosaurus bataar                                                             |
|  |                                                                                |
|  | Zhuchengtyrannus magnus                                                        |
|  |                                                                                |

|  | Tarbosaurus bataar      |
|  |                         |
|  | Zhuchengtyrannus magnus |
|  |                         |

|  | Tyrannosaurus rex                                                              |
|  |                                                                                |
|  | \| \| Tarbosaurus bataar \| \| \| \| \| \| Zhuchengtyrannus magnus \| \| \| \| |
|  |                                                                                |
|  | Tarbosaurus bataar                                                             |
|  |                                                                                |
|  | Zhuchengtyrannus magnus                                                        |
|  |                                                                                |

|  | Tarbosaurus bataar      |
|  |                         |
|  | Zhuchengtyrannus magnus |
|  |                         |

|  | Tyrannosaurus rex                                                              |
|  |                                                                                |
|  | \| \| Tarbosaurus bataar \| \| \| \| \| \| Zhuchengtyrannus magnus \| \| \| \| |
|  |                                                                                |
|  | Tarbosaurus bataar                                                             |
|  |                                                                                |
|  | Zhuchengtyrannus magnus                                                        |
|  |                                                                                |

|  | Tarbosaurus bataar      |
|  |                         |
|  | Zhuchengtyrannus magnus |
|  |                         |

|  | Tyrannosaurus rex                                                              |
|  |                                                                                |
|  | \| \| Tarbosaurus bataar \| \| \| \| \| \| Zhuchengtyrannus magnus \| \| \| \| |
|  |                                                                                |
|  | Tarbosaurus bataar                                                             |
|  |                                                                                |
|  | Zhuchengtyrannus magnus                                                        |
|  |                                                                                |

|  | Tarbosaurus bataar      |
|  |                         |
|  | Zhuchengtyrannus magnus |
|  |                         |

|  | Tyrannosaurus rex                                                              |
|  |                                                                                |
|  | \| \| Tarbosaurus bataar \| \| \| \| \| \| Zhuchengtyrannus magnus \| \| \| \| |
|  |                                                                                |
|  | Tarbosaurus bataar                                                             |
|  |                                                                                |
|  | Zhuchengtyrannus magnus                                                        |
|  |                                                                                |

|  | Tarbosaurus bataar      |
|  |                         |
|  | Zhuchengtyrannus magnus |
|  |                         |

|  | Tyrannosaurus rex                                                              |
|  |                                                                                |
|  | \| \| Tarbosaurus bataar \| \| \| \| \| \| Zhuchengtyrannus magnus \| \| \| \| |
|  |                                                                                |
|  | Tarbosaurus bataar                                                             |
|  |                                                                                |
|  | Zhuchengtyrannus magnus                                                        |
|  |                                                                                |

|  | Tarbosaurus bataar      |
|  |                         |
|  | Zhuchengtyrannus magnus |
|  |                         |

|  | Tyrannosaurus rex                                                              |
|  |                                                                                |
|  | \| \| Tarbosaurus bataar \| \| \| \| \| \| Zhuchengtyrannus magnus \| \| \| \| |
|  |                                                                                |
|  | Tarbosaurus bataar                                                             |
|  |                                                                                |
|  | Zhuchengtyrannus magnus                                                        |
|  |                                                                                |

|  | Tarbosaurus bataar      |
|  |                         |
|  | Zhuchengtyrannus magnus |
|  |                         |

|  | Tyrannosaurus rex                                                              |
|  |                                                                                |
|  | \| \| Tarbosaurus bataar \| \| \| \| \| \| Zhuchengtyrannus magnus \| \| \| \| |
|  |                                                                                |
|  | Tarbosaurus bataar                                                             |
|  |                                                                                |
|  | Zhuchengtyrannus magnus                                                        |
|  |                                                                                |

|  | Tarbosaurus bataar      |
|  |                         |
|  | Zhuchengtyrannus magnus |
|  |                         |

|  | Tyrannosaurus rex                                                              |
|  |                                                                                |
|  | \| \| Tarbosaurus bataar \| \| \| \| \| \| Zhuchengtyrannus magnus \| \| \| \| |
|  |                                                                                |
|  | Tarbosaurus bataar                                                             |
|  |                                                                                |
|  | Zhuchengtyrannus magnus                                                        |
|  |                                                                                |

|  | Tarbosaurus bataar      |
|  |                         |
|  | Zhuchengtyrannus magnus |
|  |                         |

|  | Tyrannosaurus rex                                                              |
|  |                                                                                |
|  | \| \| Tarbosaurus bataar \| \| \| \| \| \| Zhuchengtyrannus magnus \| \| \| \| |
|  |                                                                                |
|  | Tarbosaurus bataar                                                             |
|  |                                                                                |
|  | Zhuchengtyrannus magnus                                                        |
|  |                                                                                |

|  | Tarbosaurus bataar      |
|  |                         |
|  | Zhuchengtyrannus magnus |
|  |                         |

|  | Tyrannosaurus rex                                                              |
|  |                                                                                |
|  | \| \| Tarbosaurus bataar \| \| \| \| \| \| Zhuchengtyrannus magnus \| \| \| \| |
|  |                                                                                |
|  | Tarbosaurus bataar                                                             |
|  |                                                                                |
|  | Zhuchengtyrannus magnus                                                        |
|  |                                                                                |

|  | Tarbosaurus bataar      |
|  |                         |
|  | Zhuchengtyrannus magnus |
|  |                         |

|  | Tyrannosaurus rex                                                              |
|  |                                                                                |
|  | \| \| Tarbosaurus bataar \| \| \| \| \| \| Zhuchengtyrannus magnus \| \| \| \| |
|  |                                                                                |
|  | Tarbosaurus bataar                                                             |
|  |                                                                                |
|  | Zhuchengtyrannus magnus                                                        |
|  |                                                                                |

|  | Tarbosaurus bataar      |
|  |                         |
|  | Zhuchengtyrannus magnus |
|  |                         |

|  | Tyrannosaurus rex                                                              |
|  |                                                                                |
|  | \| \| Tarbosaurus bataar \| \| \| \| \| \| Zhuchengtyrannus magnus \| \| \| \| |
|  |                                                                                |
|  | Tarbosaurus bataar                                                             |
|  |                                                                                |
|  | Zhuchengtyrannus magnus                                                        |
|  |                                                                                |

|  | Tarbosaurus bataar      |
|  |                         |
|  | Zhuchengtyrannus magnus |
|  |                         |

|  | Tyrannosaurus rex                                                              |
|  |                                                                                |
|  | \| \| Tarbosaurus bataar \| \| \| \| \| \| Zhuchengtyrannus magnus \| \| \| \| |
|  |                                                                                |
|  | Tarbosaurus bataar                                                             |
|  |                                                                                |
|  | Zhuchengtyrannus magnus                                                        |
|  |                                                                                |

|  | Tarbosaurus bataar      |
|  |                         |
|  | Zhuchengtyrannus magnus |
|  |                         |

|  | Tyrannosaurus rex                                                              |
|  |                                                                                |
|  | \| \| Tarbosaurus bataar \| \| \| \| \| \| Zhuchengtyrannus magnus \| \| \| \| |
|  |                                                                                |
|  | Tarbosaurus bataar                                                             |
|  |                                                                                |
|  | Zhuchengtyrannus magnus                                                        |
|  |                                                                                |

|  | Tarbosaurus bataar      |
|  |                         |
|  | Zhuchengtyrannus magnus |
|  |                         |

|  | Tyrannosaurus rex                                                              |
|  |                                                                                |
|  | \| \| Tarbosaurus bataar \| \| \| \| \| \| Zhuchengtyrannus magnus \| \| \| \| |
|  |                                                                                |
|  | Tarbosaurus bataar                                                             |
|  |                                                                                |
|  | Zhuchengtyrannus magnus                                                        |
|  |                                                                                |

|  | Tarbosaurus bataar      |
|  |                         |
|  | Zhuchengtyrannus magnus |
|  |                         |

|  | Tyrannosaurus rex                                                              |
|  |                                                                                |
|  | \| \| Tarbosaurus bataar \| \| \| \| \| \| Zhuchengtyrannus magnus \| \| \| \| |
|  |                                                                                |
|  | Tarbosaurus bataar                                                             |
|  |                                                                                |
|  | Zhuchengtyrannus magnus                                                        |
|  |                                                                                |

|  | Tarbosaurus bataar      |
|  |                         |
|  | Zhuchengtyrannus magnus |
|  |                         |

|  | Tyrannosaurus rex                                                              |
|  |                                                                                |
|  | \| \| Tarbosaurus bataar \| \| \| \| \| \| Zhuchengtyrannus magnus \| \| \| \| |
|  |                                                                                |
|  | Tarbosaurus bataar                                                             |
|  |                                                                                |
|  | Zhuchengtyrannus magnus                                                        |
|  |                                                                                |

|  | Tarbosaurus bataar      |
|  |                         |
|  | Zhuchengtyrannus magnus |
|  |                         |

## Storia della scoperta

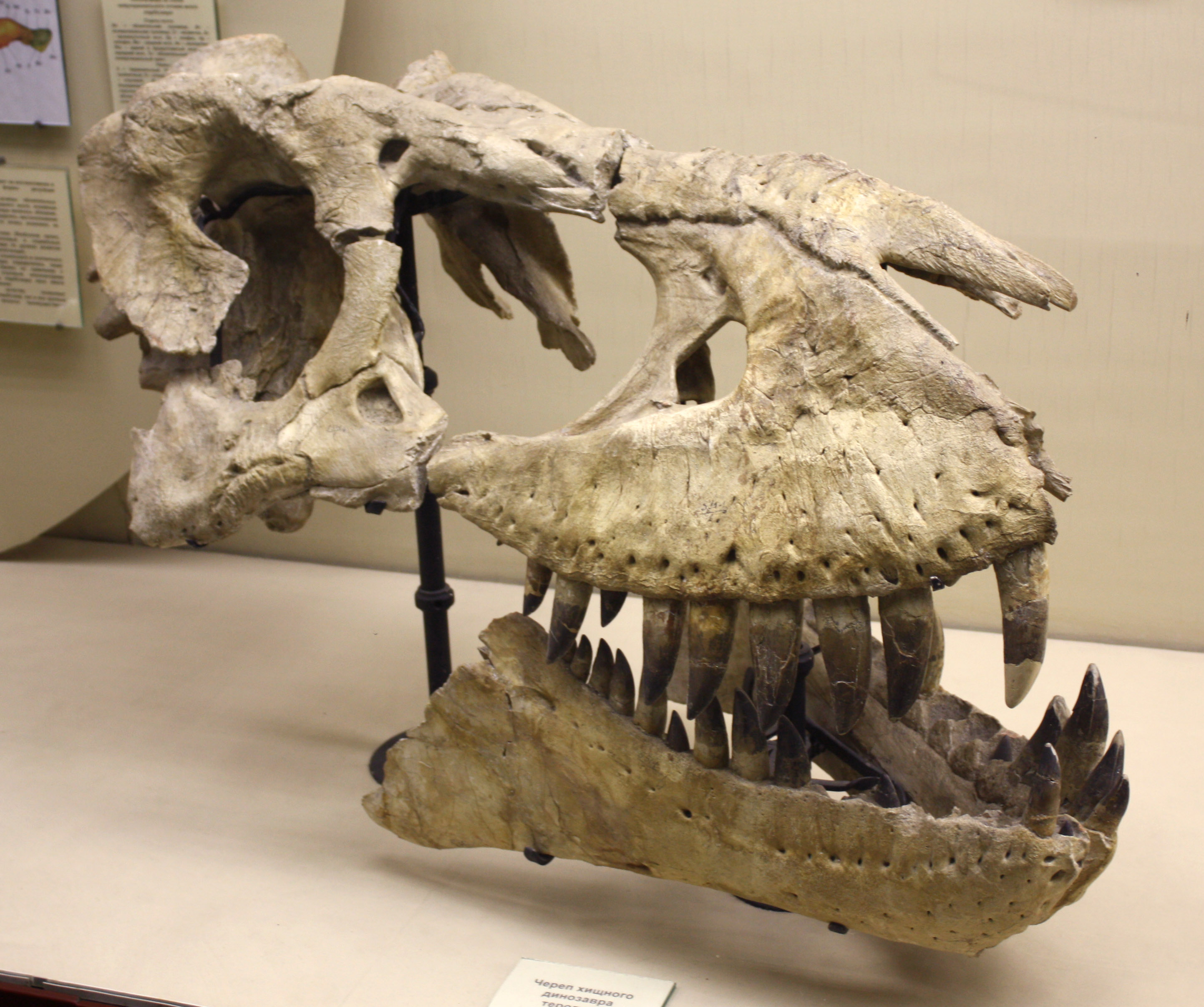
Cranio olotipo, PIN 551-1, al Museo di Paleontologia di Mosca

Nel 1946, una spedizione congiunta di paleontologi sovietici e mongoli scoprì un grande teschio di un dinosauro carnivoro e alcune vertebre associate, all'interno della Formazione Nemegt, nel deserto del Gobi, nella Provincia mongola dell'Ômnôgov'. Nel 1955 Evgeny Maleev, un paleontologo sovietico, fece di questo cranio l'olotipo (PIN 551-1) di una nuova specie, che battezzò Tyrannosaurus bataar. Il nome specifico, bataar è una parola in lingua mongola баатар/Baatar che vuole dire "eroe". Nello stesso anno, Maleev descrisse e nominò tre nuovi teschi di teropodi, ciascuno associato a resti scheletrici scoperti dalla stessa spedizione del 1948 e del 1949. Il primo di questi (PIN 551-2) fu nominato Tarbosaurus efremovi, un nuovo nome generico composto dalle parole in greco antico ταρβος/Tarbos ("terrore", "allarme", "timore" o "reverenza") e σαυρος/sauros ("lucertola"), mentre il nome specifico, efremovi rende onore al paleontologo russo Ivan Yefremov. Gli altri due (PIN 553-1 e 552-2 PIN) furono nominati come nuove specie e assegnate al genere nordamericano Gorgosaurus (con rispettive specie G. lancinator e G. novojilovi). Tutti e tre questi ultimi campioni sono più piccoli rispetto al primo.

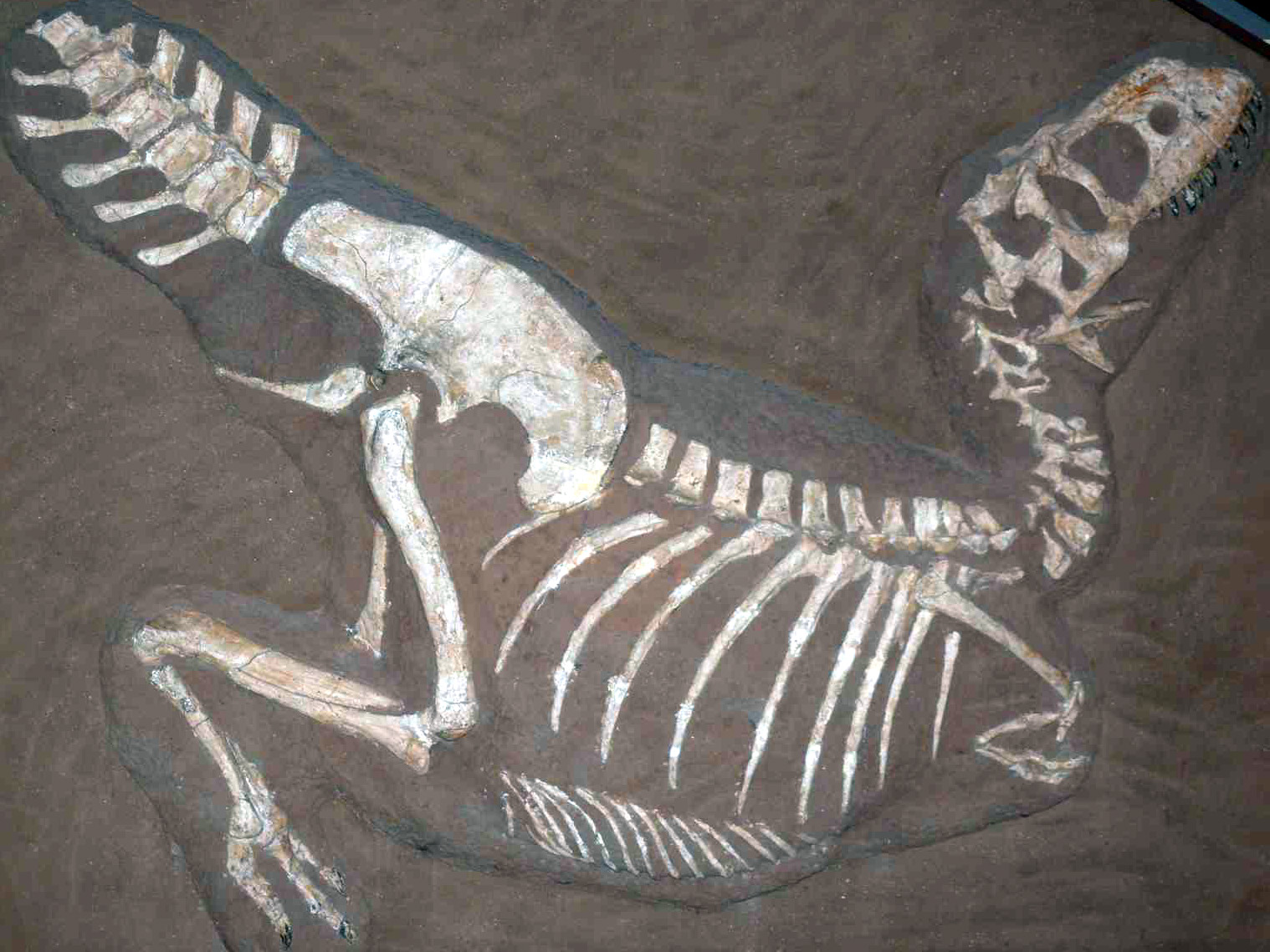
Campione PIN 553-1, l'olotipo di Gorgosaurus lancinator, nella cosiddetta posa di morte

In un articolo del 1965, il paleontologo russo A.K. Rozhdestvensky riclassificò tutti i campioni di Maleev come le diverse fasi di crescita di una stessa specie, che riteneva essere ben distinta dal nordamericano Tyrannosaurus. Così cambiò la nomenclatura del Tyrannosaurus bataar facendolo diventare Tarbosaurus bataar, includendovi tutti gli esemplari di Maleev e il cranio olotipico di Tyrannosaurus bataar. Autori successivi, tra cui lo stesso Maleev, furono d'accordo con l'analisi di Rozhdestvensky, anche se alcuni preferivano usare il nome Tarbosaurus efremovi piuttosto che T. bataar. Nel 1992 il paleontologo statunitense Kenneth Carpenter riesaminò il materiale e concluse che apparteneva al genere Tyrannosaurus, come originariamente pubblicato da Maleev, e aggregò tutti gli esemplari sotto la riesumata specie Tyrannosaurus bataar tranne che per i resti che Maleev aveva classificato come Gorgosaurus novojilovi. Quest'ultimo, che secondo Carpenter, rappresentava un genere a sé stante, venne ribattezzato Maleevosaurus novojilovi. In seguito George Olshevsky creò il nuovo genere Jenghizkhan (ispirato a Gengis Khan) per la specie Tyrannosaurus Bataar, riconoscendo come specie a sé stanti Tarbosaurus efremovi e Maleevosaurus novojilovi, per un totale di tre distinti generi contemporanei all'interno della Formazione Nemegt. Uno studio del 1999, riclassificò il genere Maleevosaurus come un giovane Tarbosaurus. Tutte le ricerche pubblicate dal 1999 riconoscono ormai solo una singola specie, che può essere chiamata o Tarbosaurus bataar o Tyrannosaurus bataar.

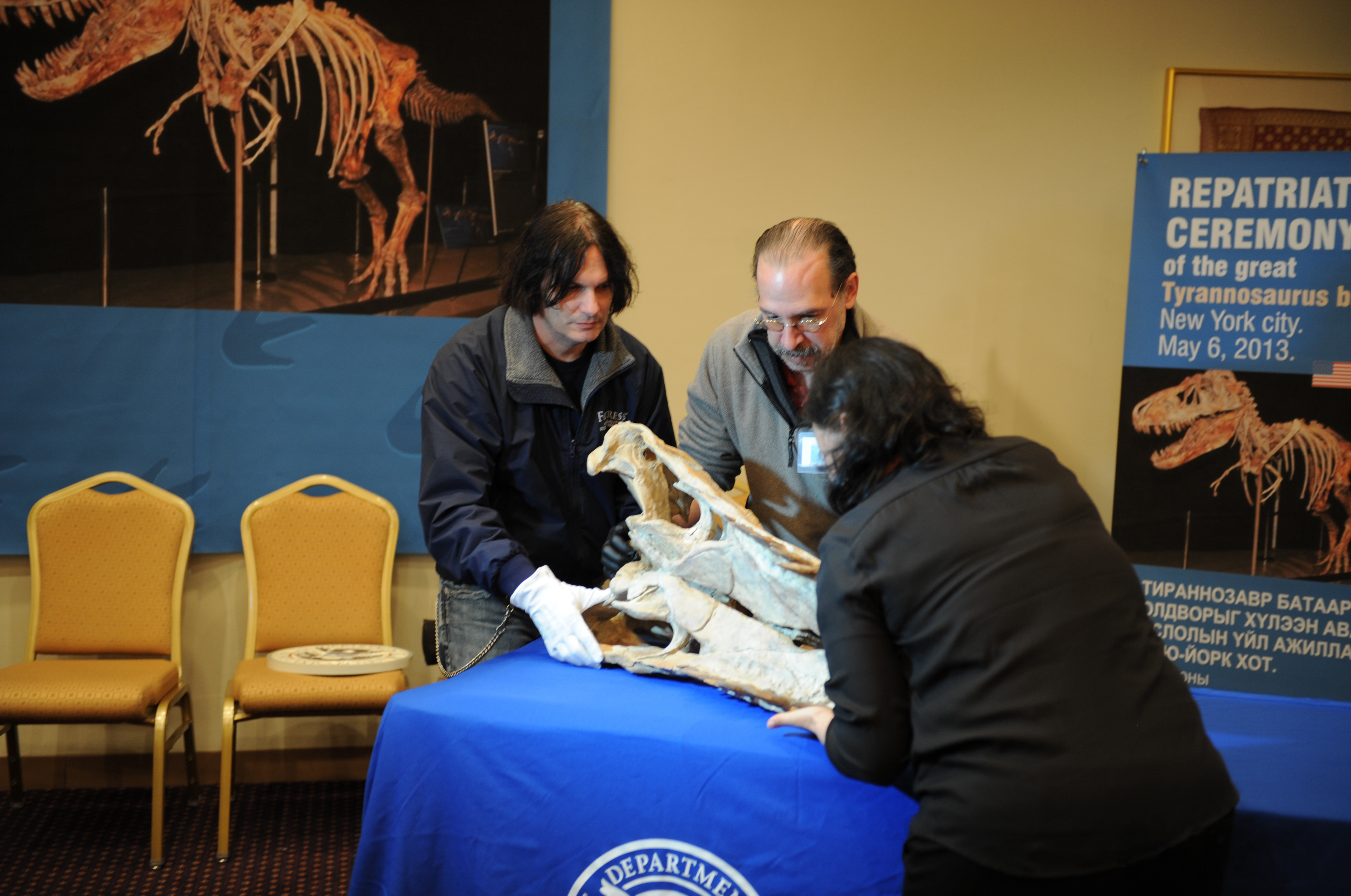
Un campione di T. bataar viene rimpatriato in Mongolia nel 2013, dopo essere stato venduto illegalmente negli USA.

Dopo la spedizione russo-mongola originale del 1946, una spedizione congiunta polacco-mongola nel deserto del Gobi è iniziata nel 1963 ed è proseguita fino al 1971, recuperando molti nuovi fossili, tra cui nuovi esemplari di Tarbosaurus all'interno della Formazione Nemegt. Un'altra spedizione, tra il 1993 e il 1998, coinvolse i paleontologi giapponesi e gli scienziati mongoli, nonché alcune spedizioni private come quella guidata dal paleontologo canadese Phil Currie intorno alla fine del XXI secolo, che scoprì e raccolse innumerevoli resti di Tarbosaurus. In totale furono raccolti più di 30 esemplari, tra cui più di 15 teschi e diversi scheletri postcraniali.
Fossili di Tarbosaurus sono stati ritrovati solo all'interno del deserto del Gobi, in Mongolia e in Cina, dove se ne vieta severamente l'esportazione, anche se alcuni esemplari sono stati saccheggiati da collezionisti privati. Il 20 maggio 2012, un esemplare fu messo all'asta da Heritage Auctions, a New York, per ben 1 milione di dollari. Per la legge mongola qualsiasi fossile di Tarbosaurus trovato sul suolo mongolo deve essere custodito all'interno di un istituto mongolo adeguato. Tuttavia l'esemplare pubblicizzato era stato palesemente rubato. Il presidente della Mongolia e molti paleontologi hanno sollevato obiezioni alla vendita che ha portato ad un'indagine dell'ultimo minuto che ha confermato che si trattava di un esemplare ritrovato nel deserto del Gobi, giustamente appartenente alla Mongolia. Nel corso della causa legale (United States v. One Tyrannosaurus Bataar Skeleton), Eric Prokopi, il contrabbandiere, fu dichiarato colpevole di traffico illegale e il dinosauro venne restituito alla Mongolia nel 2013, e venne esposto temporaneamente presso piazza Sukhbaatar, al centro della città di Ulan Bator.

### Sinonimi

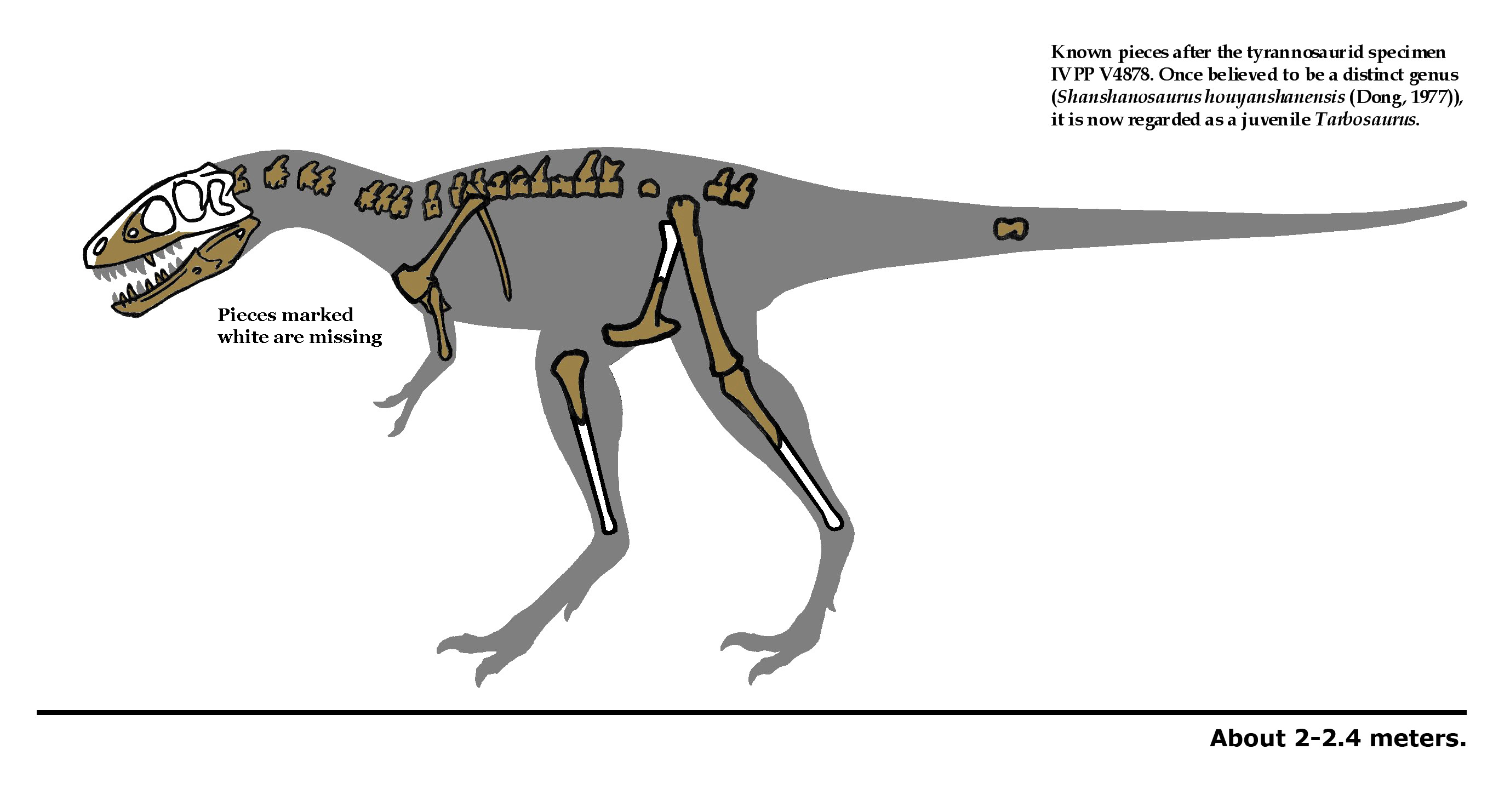
Elementi fossili dell'esemplare IVPP V4878, descritti come Shanshanosaurus huoyanshanensis

A metà del 1960, alcuni paleontologi cinesi scoprirono un cranio parziale e lo scheletro di un piccolo teropode (IVPP V4878), nel Xinjiang, una regione indipendente della Cina. Nel 1977 Dong Zhiming descrisse questo esemplare, recuperato dalla Formazione Subashi, nella Contea di Shanshan, come un nuovo genere e specie, Shanshanosaurus huoyanshanensis. Nel 1988 il paleontologo Gregory S. Paul riconobbe Shanshanosaurus come un tirannosauride, riferendosi all'ormai defunto genere Aublysodon. In seguito i paleontologi Dong e Currie riesaminarono il campione e conclusero che si trattava di un giovane esemplare di un grosso tirannosauride. Sebbene gli autori abbiano evitato di assegnarlo ad uno specifico genere, hanno suggerito che Tarbosaurus potrebbe essere la scelta più fondata.
Le specie Albertosaurus periculosus, Tyrannosaurus luanchuanensis, Tyrannosaurus turpanensis e Chingkankousaurus fragilis sono state tutte classificate come sinonimi di Tarbosaurus nella seconda edizione di Dinosauria; tuttavia la classificazione di Chingkankousaurus fragilis è stata valutata dubbia, da Brusatte et al. (2013).
Descritto nel 1976 da Sergei Kurzanov, l'Alioramus è un altro genere di tirannosauride ritrovato negli stessi sedimenti di Tarbosaurus, in Mongolia. Diverse analisi conclusero che l'Alioramus è un tirannosauride strettamente legato a Tarbosaurus. Sebbene il cranio olotipico del genere sia stato descritto come appartenente ad un adulto, la forma allungata e le dimensioni del cranio sono caratteristiche tipiche dei giovani tirannosauridi. Ciò ha portato Currie a credere che Alioramus possa rappresentare un esemplare giovane di Tarbosaurus, tuttavia come lui stesso ha dovuto affermare, il numero superiore di denti e la cresta ossea sul muso rendono poco probabile la sua teoria.

## Paleobiologia
Come molti altri grandi tirannosauridi, il Tarbosaurus è noto da abbondanti fossili ben preservati. Infatti, un quarto di tutti i fossili raccolti dalla Formazione Nemegt appartengono a Tarbosaurus. Purtroppo il materiale di Tarbosaurus non è mai stato studiato così a fondo come nei tirannosauridi nordamericani, pertanto gli scienziati hanno tratto limitate conclusioni sulla sua biologia.
Nel 2001, il paleontologo Bruce Rothschild et al. pubblicarono uno studio sulle fratture da stress e avulsioni dei tendini nei dinosauri teropodi e le implicazioni sul loro comportamento. Dal momento che le fratture da stress sono state causate da traumi ripetuti piuttosto che da singoli eventi, probabilmente furono causate da un comportamento regolare rispetto ad altri tipi di lesioni. Nessuna delle diciotto ossa dei piedi di Tarbosaurus esaminate nello studio mostrava segni di frattura da stress, ma una delle ossa della mano esaminate pare mostrarne una. La presenza di fratture da stress sulle ossa delle mani di questi animali indica uno stile di vita attivo e movimentato, mentre le fratture da stress nelle ossa dei piedi possono essere causate dalla locomozione. Lesioni alle mani, al contrario, potrebbero essere ottenute durante una lotta con una preda. La presenza di fratture da stress e avulsioni tendinee, in generale, fornisce anche una prova del suo comportamento predatorio rivelando che si trattava di un cacciatore attivo che un saprofago obbligato.
Nel 2012, furono ritrovati dei profondi segni di morsi su due frammenti di gastralia del campione olotipico del grande ornithomimosauro Deinocheirus. Le dimensioni e la forma dei segni dei morsi corrispondono ai denti del Tarbosaurus, che era anche l'unico grande predatore della Formazione Nemegt. Sono stati individuati vari tipi di tracce di alimentazione; forature, sgorbie, strie, frammenti di denti e le sopracitate combinazioni dei segni. I segni di morsi rappresentano quasi sicuramente un comportamento alimentare piuttosto che un combattimento tra due animali vivi; inoltre il fatto che i segni di morsi si trovassero sul torace del Deinocheirus, indica che il predatore fosse interessato agli organi interni. Segni di morsi di Tarbosaurus sono stati rinvenuti anche sulle ossa di hadrosauridi e sauropodi, ma segni di morsi su altri teropodi sono una documentazione fossile molto rara.

### Meccanica del cranio

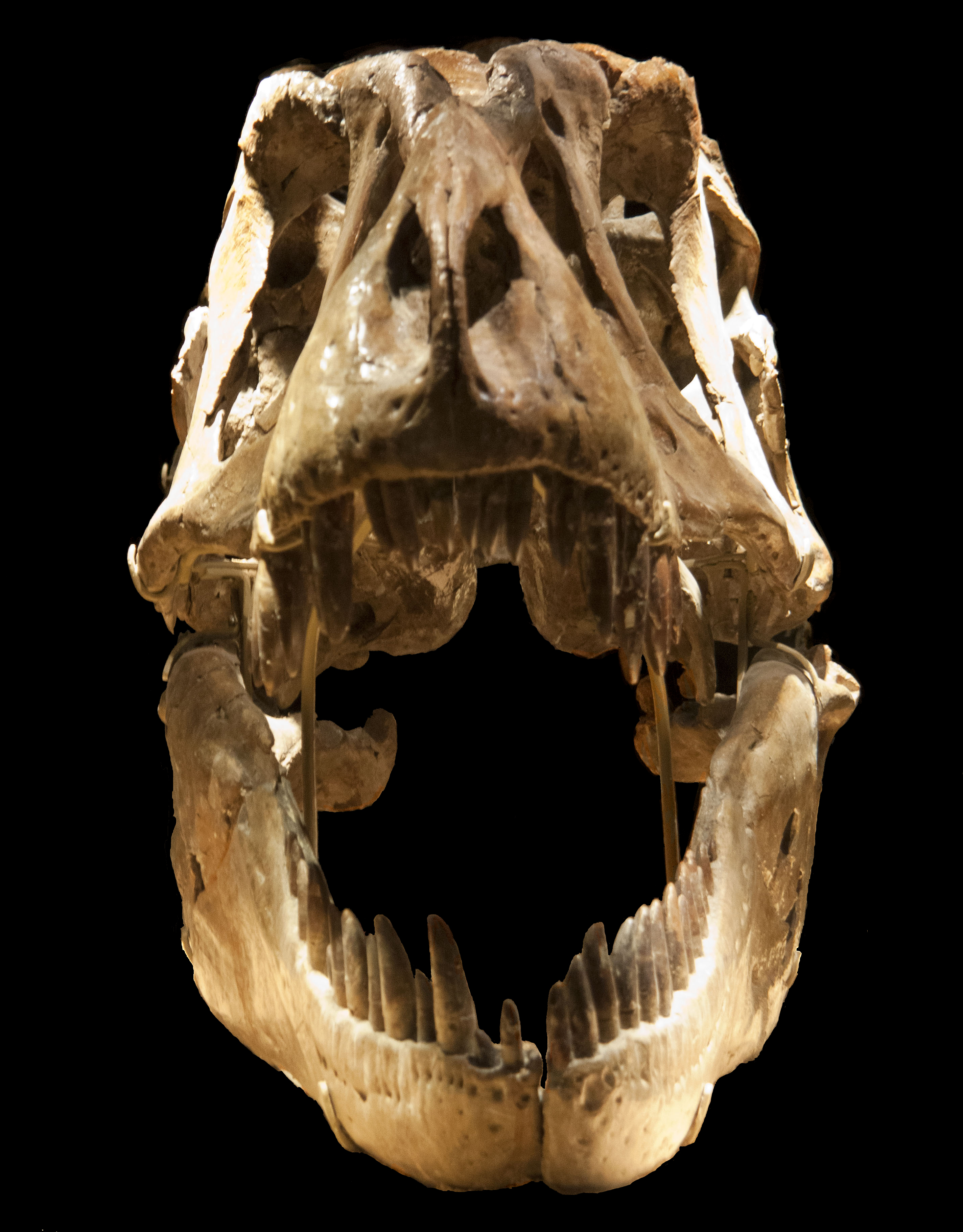
Visione frontale del cranio di T. bataar.

Il cranio del Tarbosaurus è stato descritto in modo completo per la prima volta nel 2003. Gli studiosi notarono alcune differenze significative tra il Tarbosaurus e i tirannosauridi nordamericani. Molte di queste differenze sono legate alla gestione dello sforzo da parte delle ossa durante il morso. Quando la mascella superiore mordeva qualcosa, la forza esercitata veniva trasmessa attraverso la mascella superiore (su cui sono impiantati i denti) alle circostanti ossa del cranio. Nei tirannosauridi nordamericani, questa forza viene trasmessa dalla mascella alle ossa nasali fuse tra loro, e che sono saldamente collegate nella parte retrostante all'osso lacrimale attraverso puntoni ossei di rinforzo. Questi puntoni saldavano assieme le due ossa, suggerendo che la forza venisse trasmessa dalle ossa nasali a quelle lacrimali.
Il Tarbosaurus mancava di questi puntoni ossei, e la connessione tra le ossa nasali e quelle lacrimali era piuttosto debole. Invece, vi era una sviluppata proiezione all'indietro della mascella all'interno di una guaina formata dall'osso lacrimale. Nei tirannosauridi americani questa proiezione è composta solo da una sottile piastra ossea. La grande proiezione all'indietro suggerisce che la forza veniva trasmessa più direttamente dalla mascella al lacrimale nel Tarbosaurus. L'osso lacrimale era fortemente ancorato alle ossa frontali e alle ossa prefrontali. Le connessioni ben sviluppate tra il mascellare superiore, lacrimale, frontale e prefrontale rendevano la mascella superiore del Tarbosaurus molto più rigida e robusta.
Un'altra grande differenza tra il Tarbosaurus e i suoi parenti nordamericani è la conformazione della mascella inferiore (mandibola) che si presenta molto rigida e compatta, mentre molti altri teropodi, tra cui i tirannosauridi nordamericani, avevano un certo grado di flessibilità tra le ossa nella parte posteriore della mandibola e l'osso dentario della parte anteriore; il Tarbosaurus aveva un meccanismo di bloccaggio formato da una cresta sulla superficie dell'osso angolare, che si articolava con il processo quadrato sul retro dell'osso dentario.
Alcuni scienziati hanno ipotizzato che il cranio più rigido del Tarbosaurus fosse un adattamento alla caccia ai massicci sauropodi titanosauridi, ritrovati nella Formazione Nemegt, che non esistevano nella maggior parte del Nord America durante il Cretaceo superiore. Le differenze nella meccanica del cranio riguardano anche la filogenesi dei tirannosauridi. Difatti la inusuale articolazione del cranio del Tarbosaurus è presente anche nell'Alioramus della Mongolia, indicando una parentela tra le due specie più stretta di quella con il Tirannosauro. L'analogia tra Tarbosaurus e Tyrannosaurus è da ricercare nelle notevoli dimensioni, sviluppate indipendentemente attraverso un'evoluzione convergente.

### Cervello e abilità sensorie

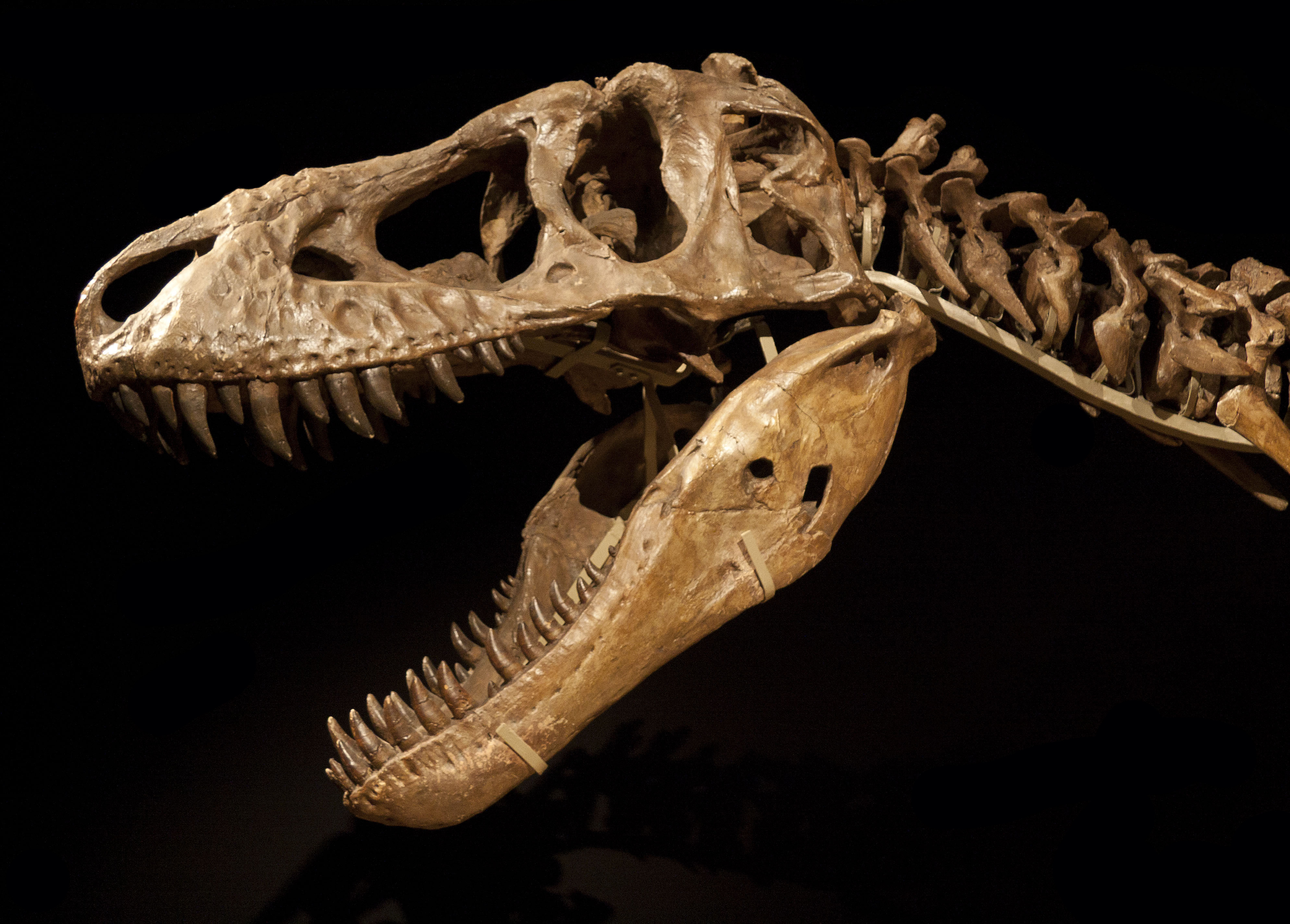
Dettaglio del cranio e del collo di T. bataar

Il cranio di Tarbosaurus ritrovato nel 1948 dagli scienziati sovietici e mongoli (PIN 553-1, originariamente chiamato Gorgosaurus lancinator) includeva la cavità del cranio occupata dal cervello. Dopo aver fatto un calco in gesso di quell'area del cranio, Maleev fece alcune osservazioni preliminari sulla struttura del cervello di Tarbosaurus. Un nuovo modello del cervello dell'animale, in poliuretano, ha permesso un'analisi più approfondita della struttura cerebrale dell'animale.
La struttura cerebrale del Tyrannosaurus era già stata analizzata, e quella di Tarbosaurus era molto simile, differendo solo per le posizioni di alcuni nervi cranici radici, tra cui il trigemino e il nervo accessorio. I cervelli dei tirannosauridi erano molto più simili a quello dei coccodrilli e altri rettili che a quello degli uccelli. Il volume cerebrale totale per un animale di 12 metri (40 piedi) come Tarbosaurus, è di soli 184 centimetri cubi (11,2 cu in). Le grandi dimensioni dei bulbi olfattivi, così come i terminali e i nervi olfattivi, suggeriscono che Tarbosaurus aveva un acuto senso dell'olfatto, come il suo cugino americano Tyrannosaurus. Il bulbo vomeronasale è ampio e differenziato dal bulbo olfattivo, il che indica un organo di Jacobsen ben sviluppato, utilizzato per rilevare i feromoni. Ciò può implicare che il Tarbosaurus avesse un comportamento d'accoppiamento complesso. Anche il nervo uditivo era molto grande, facendo intuire che l'animale aveva anche un ottimo udito, utile per la comunicazione tra i suoi simili. Il nervo era ben sviluppato vestibolarmente indicando un buon senso di equilibrio e della coordinazione. Al contrario, i nervi e le strutture cerebrali associati alla vista erano più piccole e poco sviluppati. Il tectum mesencefalo, responsabile per l'elaborazione visiva nei rettili, era molto piccolo, così come il nervo ottico ed il nervo oculomotore, che controllava il movimento degli occhi. A differenza di Tyrannosaurus, che aveva occhi frontali fornendogli un'ottima visione binoculare, il Tarbosaurus aveva un cranio stretto più tipico di altri tirannosauridi in cui gli occhi erano spostati leggermente ai lati. Tutto questo suggerisce che il Tarbosaurus si basava di più sul senso dell'udito e dell'olfatto durante la caccia.

### Sviluppo

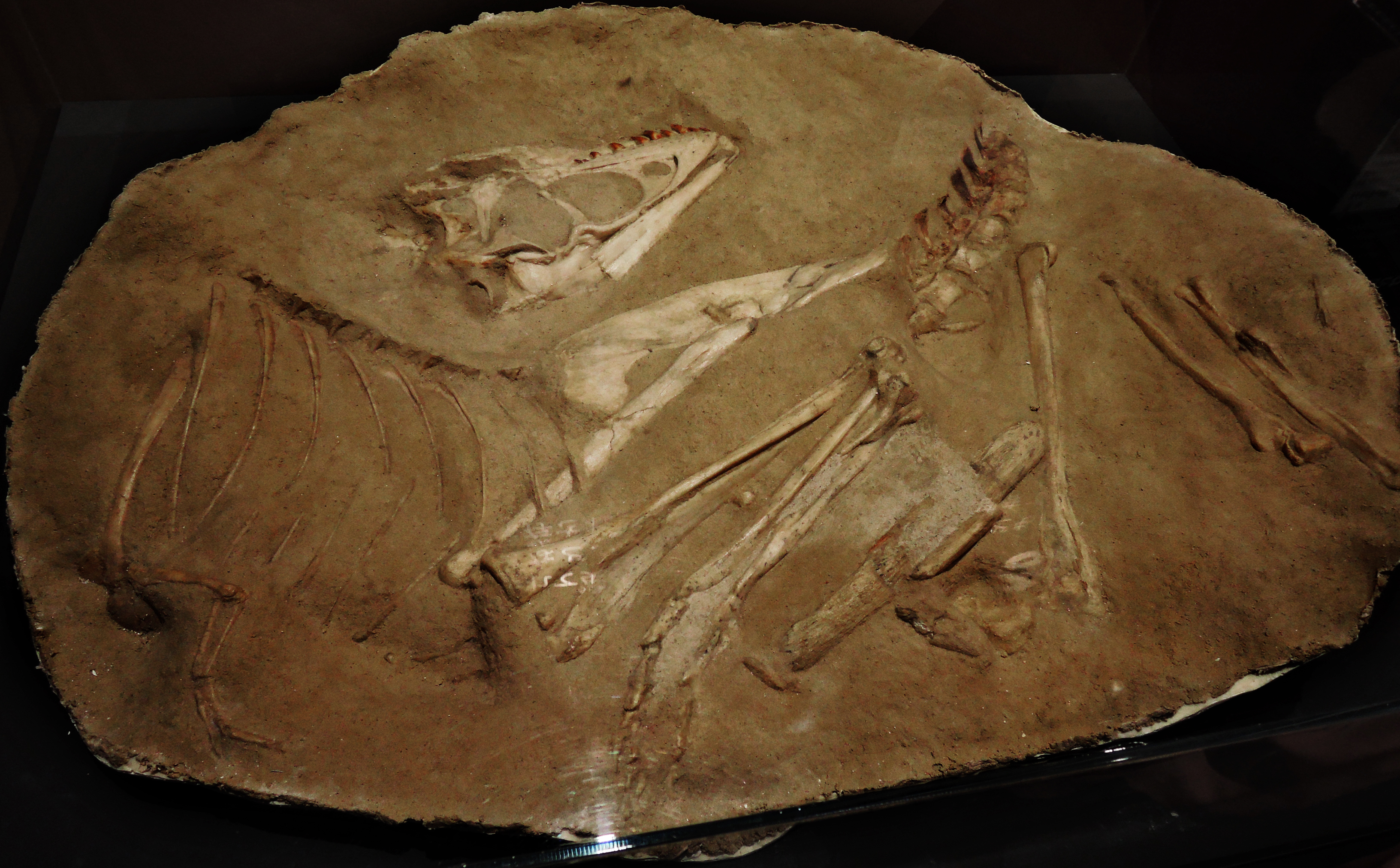
Fossile di un esemplare giovane di T. bataar

La maggior parte degli esemplari di Tarbosaurus appartengono ad animali adulti o individui subadulti; i resti fossili di cuccioli o giovani sono molto rari. Tuttavia, nel 2006, la scoperta dello scheletro di un giovane esemplare, provvisto di un cranio completo lungo 290 millimetri, fornisce informazioni sull'ontogenesi di questo dinosauro. L'esemplare probabilmente aveva un'età compresa tra i 2 e i 3 anni al momento della morte. Rispetto ai teschi adulti, il cranio dei giovani era molto fragile e armato di denti piccoli e sottili, indicando un diverso tipo di alimentazione e predazione, riducendo la competizione con gli esemplari adulti, potenzialmente cannibali.

### Impressioni di pelle e impronte
Alcune impressioni della pelle di Tarbosaurus furono recuperate da un grande scheletro nella località di Bugiin Tsav, precedentemente distrutto da bracconieri. Queste impressioni mostrano squame non sovrapposte con un diametro medio di circa 2,4 mm ed appartengono ritrovate nella regione toracica dell'individuo, anche se la posizione esatta non si ha con certezza essendo lo scheletro andato distrutto.
Phil Currie et al. (2003) descrissero due impronte nella località Nemegt, che con tutta probabilità appartengono a Tarbosaurus. Le impronte sono rappresentate da calchi naturali, il che significa che solo il riempimento della sabbia sulle piste ha conservato le tracce. Le tracce meglio conservate sono dotate di impressioni di pelle su vaste aree, che mostrano della pelle simile a quella ritrovata a Bugiin Tsav. Sono inoltre dotati di marchi di scorrimento verticali parallele che sono stati lasciati da squame quando il piede è stato spinto nel terreno. Il percorso misura 61 centimetri (24 pollici) in lunghezza, rappresentando quindi un grande individuo. La seconda traccia, anche se ancora più grande, è stata colpita dall'erosione e non mostra alcun dettaglio.
Un'altra impressione di pelle poco conosciuta poiché considerata di dubbia entità deriva da un altro esemplare sempre proveniente dalla Formazione Nemegt, e mostra una grande sacca di pelle sotto la gola dell'animale. L'impressione è stata identificata come un "bargiglio o una sacca di pelle golare", simile a quella di alcuni moderni uccelli come la fregata, che probabilmente era molto colorata. Tale ritrovamento non è ricoperto di scaglie ma mostra pelle nuda. Questo implica che forse anche tirannosauridi di grandi dimensioni attuassero elaborati rituali di corteggiamento come i moderni uccelli.

## Paleoecologia

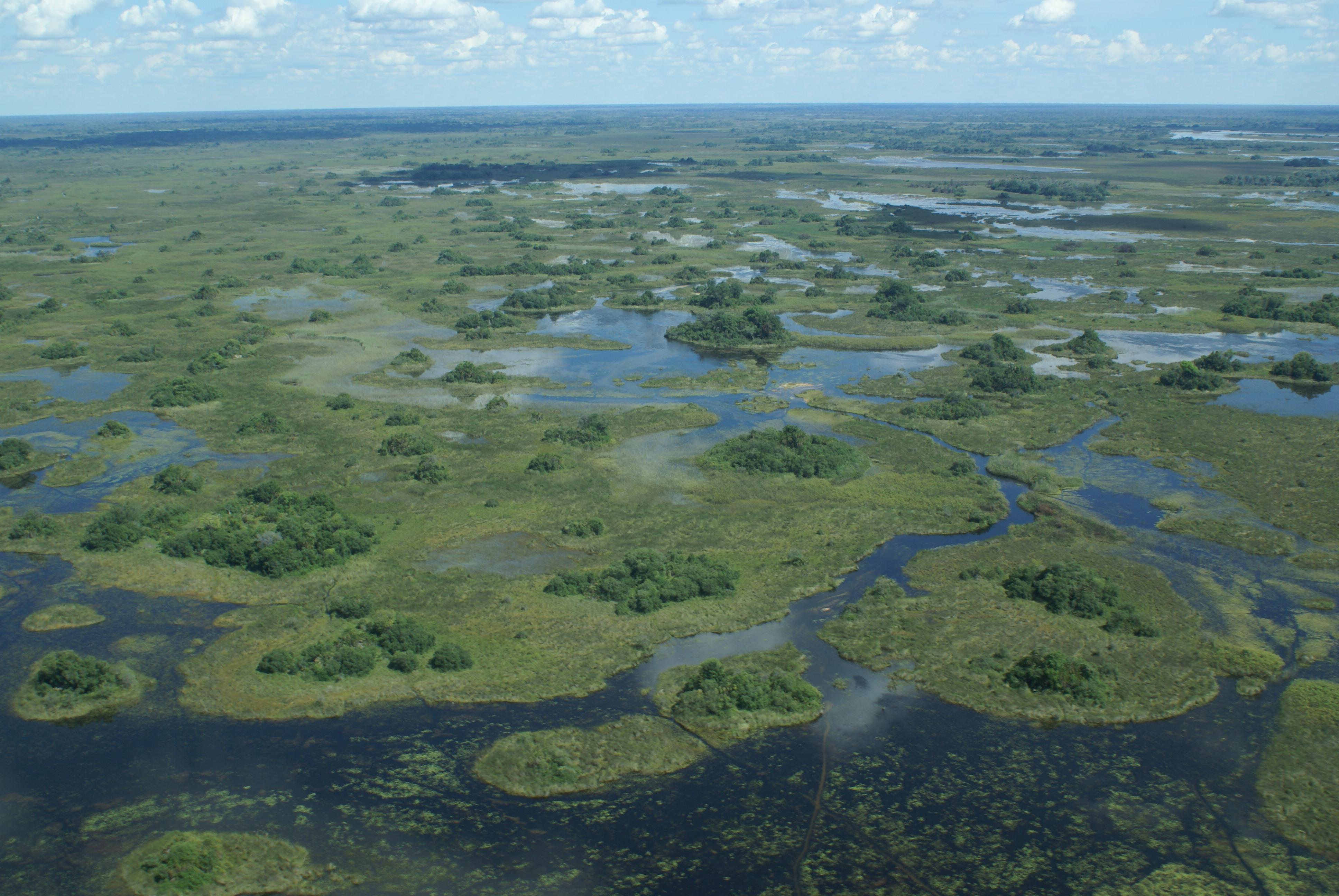
Il Delta dell'Okavango presenta un habitat simile a quello in cui viveva il Tarbosaurus

La stragrande maggioranza dei fossili noti di Tarbosaurus sono stati recuperati nella Formazione Nemegt, nel deserto del Gobi, Mongolia meridionale. Questa formazione geologica non è mai stato datato radiometricamente, ma la fauna presente nella documentazione fossile indica che probabilmente la formazione risale ai primi del Maastrichtiano, alla fine del Cretaceo superiore, circa 70 milioni di anni fa. Anche la Formazione Subashi, in cui sono stati scoperti i resti dello Shanshanosaurus risale al Maastrichtiano.
I sedimenti della Formazione Nemegt conservano grandi canali fluviali e depositi di terreno che indicano un clima molto più umido rispetto a quelli suggeriti dalle sottostanti Barun Goyot e Formazioni Djadochta. Tuttavia, i depositi caliche indicano che vi erano siccità periodiche. I sedimenti si depositavano nei canali e creavano le pianure alluvionali nei grandi fiumi. Le facies di questa formazione suggeriscono la presenza di banchi di fango e laghi poco profondi. I sedimenti indicano, inoltre, un habitat ricco che offriva cibo vario in quantità abbondanti adatto a sostenere gli enormi dinosauri del Cretaceo.
All'interno della formazione sono stati ritrovati anche piccoli invertebrati come molluschi, una gran varietà di animali acquatici come pesci, tartarughe e coccodrilli, incluse diverse specie di Shamosuchus, un genere di coccodrillo con denti adatti alla frantumazione di gusci. I mammiferi fossili sono estremamente rari nella Formazione Nemegt, ma vi sono stati rinvenuti numerosi uccelli, tra cui l'enantiornithine Gurilynia e gli hesperornithiforme Judinornis e Teviornis, uno dei primi rappresentanti degli odierni Anseriformi. Gli scienziati hanno descritto molti dinosauri della Formazione Nemegt, tra gli erbivori possiamo annoverare l'ankylosauride Tarchia, il pachycephalosauro Prenocephale, gli hadrosauridi Saurolophus e Barsboldia e i sauropodi Nemegtosaurus e Opisthocoelicaudia. Un esemplare adulto di Tarbosaurus avrebbe potuto facilmente predare gli hadrosauridi avendo però qualche difficoltà nell'abbattere gli ankylosauridi e i sauropodi. Tuttavia non c'erano altri grandi teropodi che potessero fare concorrenza ad un Tarbosaurus adulto, mentre i giovani avrebbero potuto avere come concorrente i tirannosauridi Bagaraatan e Raptorex. Altri teropodi, che avrebbero comunque potuto essere prede di Tarbosaurus, che vivevano nello stesso habitat erano il gigantesco Therizinosaurus, che però era un erbivoro, e gli onnivori ornithomimosauri Anserimimus, Gallimimus e il gigantesco Deinocheirus. È inoltre possibile che i grandi tirannosauridi, così come moderni varani di Komodo, occupassero diverse nicchie geologiche in base all'età, con i giovani più agili e veloci che cacciavano piccole prede, i subadulti che cacciavano prede più massicce come gli hadrosauridi, mentre gli adulti avrebbero potuto cacciare qualsiasi animale del suo ecosistema.

## Curiosità
Il noto attore statunitense Nicolas Cage ha dovuto restituire un cranio fossile di Tarbosaurus allo stato Mongolo. L'attore aveva acquistato il cranio a un'asta, nel 2007, per 276.000$. In seguito a delle indagini della Procura di Manhattan, il cranio di dinosauro è risultato rubato, e l'attore è stato costretto a restituirlo ai rappresentanti della Mongolia.

## Nella cultura di massa
Grazie all'enorme abbondanza di fossili ritrovati il Tarbosaurus è uno dei dinosauri meglio conosciuti dai paleontologi. Per questo è stato protagonista di diversi documentari, serie televisive e speciali sui dinosauri. Le sue prime apparizioni ufficiali avvengono nei documentari The Truth About Killer Dinosaurs, dove lo si vede scontrarsi anacronisticamente con un Ankylosaurus, e nello speciale della BBC Nel mondo dei dinosauri dove invece attacca ma viene allontanato da un Therizinosaurus.
Due cuccioli di Tarbosaurus, uno di nome Spotty e uno di nome Patch, sono inoltre protagonisti dei film Spotty il dinosauro 3D del 2012 e Tarbosaurus, the mightiest ever del 2010, entrambi prodotti in Corea.
Un esemplare di tarbosauro compare nel romanzo del 1984 "Carnosaur" di John Raymond Brosnan.
Nel franchise di Jurassic Park una femmina di Tarbosaurus è comparsa nello speciale interattivo Jurassic World - Nuove avventure: Missione Interattiva, assumendo il ruolo di antagonista principale dell'episodio interattivo. A seconda del finale (influenzato dalle scelte dello spettatore) affronterà in uno scontro un Carnotaurus dove sopravviverà, o verrà fatta fuori dal Tyrannosaurus di Isla Nublar. In questa apparizione questo dinosauro è diverso dalľanimale reale: è privo di piume (è probabile che le avesse sulla schiena), è di dimensioni maggiori (quasi quanto il Tirannosauro), le zampe anteriori pronate e più grandi di quelle delľoriginale ed è munita di una fila di spine tipo cresta; in più è stato mostrato riprodursi per partenogenesi come altri dinosauri del franchise (come il Velociraptor Blue e la Scorpios rex).
Appare nel documentario Il pianeta preistorico, precisamente nella seconda puntata ambientata nei deserti, in cui un gruppo di questi super predatori riposa, fino a quando uno di loro viene improvvisamente svegliato da un Velociraptor che accidentalmente lo colpisce mentre cacciava una lucertola, al risveglio improviso, l'animale prova immediatamente a divorarlo, ma gli sfugge e prova quindi goffamente ad alzarsi per allontanarlo, svegliando il resto dei Tarbosauri. Viene poi successivamente rivisto un esemplare che si dirige in una pozza d'acqua per dissetarsi insieme ad altri dinosauri di varie specie diverse, dopo un lungo periodo di siccità. Nella seconda puntata della stagione successiva, un gruppo di questi dinosauri tende con successo un'imboscata a una mandria di Nemegtosaurus in una stretta gola.